# Liste des films d'animation français
Cet article présente la liste des productions françaises d'animation.

## Longs métrages

### Années 1930
- 1937 : Le Roman de Renard - de Ladislas et Irène Starewitch ( France,  Allemagne)

### Années 1940
- Alice au pays des merveilles - de Lou Bunin ( Royaume-Uni et  France)

### Années 1950
- 1950 : Jeannot l'intrépide - de Jean Image ( France)
- 1952 : La Bergère et le Ramoneur - Paul Grimault ( France)
- 1953 : Bonjour Paris ! de Jean Image ( France)
- 1956 : La Création du monde (Stvorení sveta) - d'Eduard Hofman ( France et  Tchécoslovaquie)
- 1956 : Une fée... pas comme les autres - de Jean Tourane ( Italie et  France)

### Années 1960
- 1967 : Astérix le Gaulois - de Ray Goossens ( France,  Belgique)
- 1967 : Le Théâtre de monsieur et madame Kabal - de Walerian Borowczyk ( France)
- 1968 : Astérix et Cléopâtre - de René Goscinny et Albert Uderzo ( France et  Belgique)
- 1969 : Tintin et le Temple du soleil - de Raymond Leblanc ( France,  Belgique et  Suisse)

### Années 1970
- 1970 : Aladin et la lampe merveilleuse - de Jean Image ( France)
- 1970 : Fablio le magicien - de Georges de La Grandière, Attila Dargay, Radka Badcharova et Victor Antonescu ( France)
- 1970 : Pollux et le Chat bleu - de Serge Danot ( Royaume-Uni,  France)
- 1971 : Lucky Luke (Daisy Town) - de René Goscinny et Morris ( France,  Belgique)
- 1972 : Tintin et le Lac aux requins - de Raymond Leblanc ( Belgique et  France)
- 1973 : Joe le petit boum-boum - de Jean Image ( France)
- 1973 : La Planète sauvage - de René Laloux ( Tchécoslovaquie et  France)
- 1974 : La Genèse - de Pierre Alibert ( France)
- 1974 : Le Tour du monde des amoureux de Peynet - de Cesare Perfetto ( Italie et  France)
- 1975 : Tarzoon, la honte de la jungle - de Picha et Boris Szulzinger ( France et  Belgique)
- 1976 : Les Douze Travaux d'Astérix - de René Goscinny et Albert Uderzo ( France)
- 1976 : La Flûte à six schtroumpfs - d'Eddie Lateste et Peyo ( France et  Belgique)
- 1978 : La Ballade des Dalton - de Morris et René Goscinny ( France)
- 1979 : Les Fabuleuses Aventures du légendaire Baron de Munchausen - de Jean Image ( France)
- 1979 : Pluk, naufragé de l'espace - de Jean Image ( France)
- 1979 : Ubu et la Grande Gidouille - de Jan Lenica ( France)

### Années 1980
- 1980 : Le Chaînon manquant - de Picha ( France,  Belgique)
- 1980 : Le Roi et l'Oiseau - de Paul Grimault ( France)
- 1981 : Minoïe - de Jean Jabely et Philippe Landrot ( France)
- 1982 : Chronopolis - de Piotr Kamler ( France et  Pologne)
- 1982 : Les Maîtres du temps - de René Laloux ( France)
- 1983 : L'Enfant invisible - d’André Lindon ( France)
- 1983 : Les Dalton en cavale - de Morris, William Hanna, Joseph Barbera ( France et  États-Unis)
- 1983 : La Revanche des humanoïdes - d'Albert Barillé( France)
- 1983 : Le Secret des Sélénites - de Jean Image ( France)
- 1984 : Les Boulugres - de Jean Hurtado ( France)
- 1984 : Gwen et le Livre de sable - de Jean-François Laguionie ( France)
- 1985 : Astérix et la Surprise de César - de Paul Brizzi et Gaëtan Brizzi ( France)
- 1986 : Astérix chez les Bretons - de Pino Van Lamsweerde ( France)
- 1986 : Heathcliff: The Movie - de Bruno Bianchi ( États-Unis,  Canada et  France)
- 1987 : Le Big Bang - de Picha ( France,  Belgique)
- 1988 : Gandahar - de René Laloux ( France)
- 1988 : La Table tournante - de Paul Grimault ( France)
- 1989 : Astérix et le Coup du menhir - de Philippe Grimond ( France)
- 1989 : Le Triomphe de Babar - d’Alan Bunce ( Canada et  France)

### Années 1990
- 1991 : Robinson et compagnie - de Jacques Colombat
- 1993 : Les Mille et une farces de Pif et Hercule - de Bruno Desraisses et Charles de Latour
- 1995 : Le Monde est un grand Chelm - d’Albert Hanan Kaminski (France/Allemagne/Hongrie)
- 1996 : Nanook - Le grand combat - de Gérald Fleury (France/Canada)
- 1998 : Kirikou et la Sorcière - de Michel Ocelot (France/Belgique/Luxembourg)
- 1999 : Babar, roi des éléphants - de Raymond Jafelice (Canada/France/Allemagne)
- 1999 : Carnival - de Deane Taylor (Irlande/France)
- 1999 : Le Château des singes - Jean-François Laguionie (France/Royaume-Uni/Allemagne)

### Années 2000
- 2000 : Princes et Princesses - de Michel Ocelot
- 2001 : Bécassine et le Trésor viking - de Philippe Vidal
- 2001 : Petit Potam - de Christian Choquet et Bernard Deyriès
- 2002 : Corto Maltese : La cour secrète des Arcanes - de Pascal Morelli (France/Italie/Luxembourg)
- 2002 : L'Enfant qui voulait être un ours - de Jannick Astrup (Danemark/France)
- 2002 : Tristan et Iseut - de Thierry Schiel
- 2003 : Le Chien, le Général et les Oiseaux - de Francis Nielsen (Italie/France)
- 2003 : Les Enfants de la pluie - de Philippe Leclerc (France/Corée du Sud)
- 2003 : Kaena, la prophétie - de Chris Delaporte et Pascal Pinon (France/Canada)
- 2003 : La Légende de Parva - de Jean Cubaud (France/Italie)
- 2003 : La Prophétie des grenouilles - de Jacques-Rémy Girerd
- 2003 : Interstella 5555: The 5tory of the 5ecret 5tar 5ystem - de Katsuhisa Takenouchi - (France/Japon)
- 2003 : Les Triplettes de Belleville - de Sylvain Chomet (France/Belgique/Canada/Royaume-Uni)
- 2003 : Les Trois Rois Mages - d'Antonio Navarro (France/Espagne)
- 2004 : Les Aventures extraordinaires de Michel Strogoff - de Bruno-René Huchez
- 2004 : L'Île de Black Mór - de Jean-François Laguionie
- 2004 : Pinocchio le robot - de Daniel Robichaud (Canada/France/Espagne)
- 2004 : T'choupi - de Jean-Luc François
- 2004 : Kirikou et les Bêtes sauvages - de Michel Ocelot et Bénédicte Galup
- 2005 : Pollux, le manège enchanté - de Jean Duval (Royaume-Uni/France)
- 2006 : Arthur et les Minimoys - de Luc Besson
- 2006 : Astérix et les Vikings - de Stefan Fjeldmark et Jesper Møller (France/Danemark)
- 2006 : Azur et Asmar - de Michel Ocelot
- 2006 : Franklin et le trésor du lac - de Dominique Monféry (Canada/France)
- 2006 : Piccolo, Saxo et Cie - de Marco Villamizar et Éric Gutierrez (France/Roumanie)
- 2006 : Renaissance - de Christian Volckman
- 2006 : U - de Serge Elissalde et Grégoire Solotareff
- 2007 : Blanche-Neige, la suite - de Picha - (Belgique/France)
- 2007 : Le Loup blanc de Pierre-Luc Granjon (France)
- 2007 : La Reine Soleil - de Philippe Leclerc (France/Hongrie/Belgique)
- 2007 : Nocturna, la nuit magique - de Victor Maldonado et Adrian Garcia (Espagne/France/Royaume-Uni)
- 2007 : Persépolis - de Vincent Paronnaud et Marjane Satrapi
- 2007 : Tous à l'Ouest - d'Olivier Jean-Marie
- 2007 : Le Vilain Petit Canard et moi - de Michael Hegner et Karsten Kiilerich
- 2008 : Arthur et la Vengeance de Maltazard - de Luc Besson
- 2008 : Chasseurs de dragons - de Guillaume Ivernel
- 2008 : Igor - d'Anthony Leondis (États-Unis/France)
- 2008 : Max & Co - de Samuel et Frédéric Guillaume (Suisse/Belgique/France/Royaume-Uni)
- 2008 : Mia et le Migou - de Jacques-Rémy Girerd
- 2008 : Peur(s) du noir - de Lorenzo Mattotti et Charles Burns
- 2008 : La Véritable Histoire du chat botté - de Jérôme Deschamps (France/Belgique/Suisse)
- 2009 : Lascars : Pas de vacances pour les vrais gars ! - d'Albert Pereira-Lazaro et Emmanuel Klotz (France/Allemagne)
- 2009 : Kérity, la maison des contes - de Dominique Monféry (France/Italie)
- 2009 : Brendan et le Secret de Kells - de Tomm Moore et Nora Twomey (Belgique/France/Irlande)

### Années 2010
- 2010 : Allez raconte ! - de Jean-Christophe Roger
- 2010 : L'Apprenti Père Noël - de Luc Vinciguerra (France/Australie/Irlande)
- 2010 : L'Illusionniste - de Sylvain Chomet (France/Royaume-Uni)
- 2010 : Le Marchand de sable (Das Sandmännchen - Abenteuer im Traumland) - de Sinem Sakaoglu (Allemagne/France)
- 2010 : Une vie de chat - d'Alain Gagnol et Jean-Loup Felicioli (France/Pays-Bas/Suisse/Belgique)
- 2010 : Arthur et la Guerre des deux mondes - de Luc Besson
- 2011 : Émilie Jolie - de Francis Nielsen et Philippe Chatel
- 2011 : Le Chat du rabbin - de Joann Sfar et Antoine Delesvaux
- 2011 : Les Contes de la nuit - de Michel Ocelot
- 2011 : The Prodigies - d’Antoine Charreyron (France/Royaume-Uni/Inde/Belgique/Canada/Luxembourg)
- 2011 : Titeuf, le film - de Zep (France/Suisse)
- 2011 : Un monstre à Paris - de Bibo Bergeron
- 2011 : Le Rêve de Galiléo - de Gil Alkabetz, Ghislain Avrillon, Alex Cervantes et Fabienne Collet (France/Allemagne/Espagnol)
- 2011 : Le Tableau - de Jean-François Laguionie
- 2012 : Cendrillon au Far West - de Pascal Hérold
- 2012 : Couleur de peau : miel - de Laurent Boileau et Jung Sik-jun (France/Belgique)
- 2012 : Zarafa - de Rémi Bezançon et Jean-Christophe Lie
- 2012 : Kirikou et les Hommes et les Femmes - de Michel Ocelot
- 2012 : Ernest et Célestine - de Benjamin Renner, Stéphane Aubier et Vincent Patar
- 2012 : Le Jour des corneilles - de Jean-Christophe Dessaint (France/Belgique/Luxembourg/Canada)
- 2012 : Le Magasin des suicides[1]- de Patrice Leconte
- 2012 : Pinocchio - d'Enzo D'Alo (Italie/Belgique/France/Luxembourg)
- 2013 : Aya de Yopougon - de Marguerite Abouet et Clément Oubrerie
- 2013 : Loulou, l'incroyable secret - d'Éric Omond
- 2013 : L'Apprenti Père Noël et le Flocon magique - de Luc Vinciguerra
- 2013 : Ma maman est en Amérique, elle a rencontré Buffalo Bill - de Marc Boréal et Thibaut Chatel (France/Luxembourg)
- 2013 : Moi, moche et méchant 2 - Pierre Coffin et Chris Renaud (États-Unis/France)
- 2013 : Oggy et les Cafards, le film - d'Olivier Jean-Marie
- 2013 : Le manoir magique - de Ben Stassen et Jeremy Degruson
- 2014 : Astérix : Le Domaine des dieux - d'Alexandre Astier
- 2014 : Le Chant de la mer - de Tomm Moore (Belgique/Danemark/France/Irlande/Luxembourg)
- 2014 : Jack et la mécanique du cœur - de Mathias Malzieu
- 2014 : Les Moomins sur la Riviera - de Xavier Picard et Hanna Hemilä (Finlande/France)
- 2014 : Minuscule : La Vallée des fourmis perdues - d'Hélène Giraud et Thomas Szabo
- 2014 : Mune, le Gardien de la Lune - de Benoît Philippon et Alexandre Heboyan
- 2014 : Tante Hilda ! - de Jacques-Rémy Girerd
- 2015 : Adama - de Simon Rouby
- 2015 : Avril et le Monde truqué - de Christian Desmares et Franck Ekinci (France/Belgique/Canada)
- 2015 : Le Petit Prince - de Mark Osborne
- 2015 : Phantom Boy - d'Alain Gagnol et Jean-Loup Felicioli (France/Belgique)
- 2015 : Pourquoi j'ai pas mangé mon père - de Jamel Debbouze (France/Italie/Belgique/Chine)
- 2016 : Dofus, livre 1 : Julith - d'Anthony Roux et Jean-Jacques Denis
- 2016 : La Jeune Fille sans mains - de Sébastien Laudenbach
- 2016 : La Tortue rouge - de Michael Dudok de Wit (Belgique/France/Japon)
- 2016 : Ma vie de Courgette - de Claude Barras (France/Suisse)
- 2016 : Tout en haut du monde - de Rémi Chayé
- 2016 : Ballerina - d'Éric Summer et Éric Warin (France/Canada)
- 2016 : Louise en hiver - de Jean-François Laguionie
- 2017 : Les As de la jungle - de David Alaux
- 2017 : Zombillénium - d'Arthur de Pins et Alexis Ducord (France/Belgique)
- 2017 : Le Grand Méchant Renard et autres contes... - de Benjamin Renner (France/Belgique)
- 2017 : Sahara - de Pierre Coré (France/Canada)
- 2017 : Drôles de petites bêtes - d'Arnaud Bouron et Antoon Krings (France/Luxembourg)
- 2017 : Bigfoot Junior - de Ben Stassen et Jérémie Degruson (Belgique/France)
- 2018 : Astérix : Le Secret de la potion magique - de Louis Clichy et Alexandre Astier
- 2018 : Dilili à Paris - de Michel Ocelot (France/Allemagne/Belgique)
- 2018 : Pachamama de Juan Antin
- 2018 : Stubby - de Richard Lanni (États-Unis/Irlande/France/Canada)
- 2018 : Minuscule 2 : Les Mandibules du bout du monde d'Hélène Giraud
- 2018 : Mutafukaz - de Run et Shōjirō Nishimi (France/Japon)
- 2019 : Playmobil, le film de Lino DiSalvo
- 2019 : Terra Willy, planète inconnue - d'Eric Totsi
- 2019 : Le Voyage du prince - de Jean-François Laguionie
- 2019 : J'ai perdu mon corps - Jérémy Clapin
- 2019 : Les Hirondelles de Kaboul - de Zabou Breitman et Éléa Gobbé-Mévellec (France/Suisse/Luxembourg/Monaco)
- 2019 : La Fameuse Invasion des ours en Sicile - de Lorenzo Mattotti (Italie/France)
- 2019 : Spycies - de Guillaume Ivernel (France/Chine)
- 2019 : SamSam - de Tanguy de Kermel (France/Belgique)
- 2019 : L'Extraordinaire Voyage de Marona - d'Anca Damian (France/Roumanie/Belgique)

### Années 2020
- 2020 : Petit Vampire - de Joann Sfar
- 2020 : Calamity, une enfance de Martha Jane Cannary - de Rémi Chayé (France/Danemark)
- 2020 : Josep - d'Aurel (France/Espagne/Belgique)
- 2020 : Yakari : La Grande Aventure - de Xavier Giacometti (France/Allemagne/Belgique)
- 2020 : Le Peuple Loup - de Tomm Moore (France/Irlande/Luxembourg)
- 2020 : Bigfoot Family - de Ben Stassen et Jérémie Degruson
- 2021 : Le Tour du monde en quatre-vingts jours - de Samuel Tourneux
- 2021 : Pil - de Julien Fournet
- 2021 : Le Sommet des dieux - de Patrick Imbert
- 2021 : La Traversée - de Florence Miailhe
- 2021 : Princesse Dragon - d'Anthony « Tot » Roux et Jean-Jacques Denis
- 2021 : Même les souris vont au paradis - de Jan Bubeniček et Denisa Grimmovà (France/Tchéquie/Pologne/Slovaquie/Belgique)
- 2021 : Ma famille afghane - de Michaela Pavlátová (France/Tchéquie/Slovaquie)
- 2022 : Vaillante - de Laurent Zeitoun et Theodore Ty - (France/Canada)
- 2022 : Hopper et le Hamster des ténèbres - de Ben Stassen et Benjamin Mousquet
- 2022 : Le Pharaon, le Sauvage et la Princesse - de Michel Ocelot
- 2022 : Le Petit Nicolas : Qu'est-ce qu'on attend pour être heureux ? - d'Amandine Fredon et Benjamin Massoubre - (France/Luxembourg)
- 2022 : Ernest et Célestine : Le Voyage en Charabie - Jean-Christophe Roger et Julien Chheng
- 2022 : Yuku et la fleur de l'Himalaya - de Arnaud Demuynck et Rémi Durin (France/Belgique/Suisse)
- 2023 : Interdit aux chiens et aux Italiens - d'Alain Ughetto
- 2023 : Le royaume de Kensuké - de Neil Boyle et Kirk Hendry (Royaume-Uni/Luxembourg/France)
- 2023 : Léo, la fabuleuse histoire de Léonard de Vinci - de Jim Capobianco et Pierre-Luc Granjon (États-Unis/France/Irlande)
- 2023 : They Shot the Piano Player - de Fernando Trueba et Javier Mariscal (Espagne/France/Portugal/Pérou/Pays-Bas)
- 2023 : Pattie et la Colère de Poséidon - de David Alaux
- 2023 : Miraculous, le film - de Jeremy Zag, Aton Soumache et Daisy Shang
- 2023 : Les As de la jungle 2 : Opération tour du monde - de Laurent Bru, Yannick Moulin et Benoît Somville
- 2023 : Nina et le Secret du hérisson - d'Alain Gagnol et Jean-Loup Felicioli
- 2023 : Sirocco et le Royaume des courants d'air - de Benoît Chieux
- 2023 : Linda veut du poulet ! - de Chiara Malta et Sébastien Laudenbach
- 2023 : Mon ami robot - de Pablo Berger (Espagne/France)
- 2023 : Mars Express - de Jérémie Périn
- 2023 : Migration - de Benjamin Renner et Guylo Homsy
- 2023 : Les Inséparables - de Jérémie Degruson (France/Belgique/Espagne)
- 2024 : La Plus Précieuse des marchandises - de Michel Hazanavicius
- 2024 : Zak & Wowo : La Légende de Lendarys - de Philippe Duchêne et Jean-Baptiste Cuvelier
- 2024 : Sauvages ! - de Claude Barras (France/Suisse/Belgique)
- 2024 : Flow, le chat qui n'avait plus peur de l'eau - de Gints Zilbalodis (France/Lettonie/Belgique)
- 2024 : Petit Panda en Afrique - de Richard Claus et Karsten Kiilerich (Allemagne/Danemark/France/Pays-Bas)
- 2024 : Une nuit au zoo - de Ricardo Curtis et Rodrigo Perez-Castro (Canada/France/Belgique)
- 2024 : Angelo dans la forêt mystérieuse - de Vincent Paronnaud et Alexis Ducord
- 2025 : Le Secret des Mésanges - d'Antoine Lanciaux
- 2025 : Amélie et la Métaphysique des tubes - de Maïlys Vallade et Liane-Cho Han
- 2025 : Arco - d'Ugo Bienvenu
- 2025 : Falcon Express - de Benoît Daffis et Jean-Christian Tassy (France/États-Unis)
- 2025 : Marcel et Monsieur Pagnol - de Sylvain Chomet (France/Belgique/Luxembourg)
- 2025 : La mort n'existe pas - de Félix Dufour-Laperrière (Canada/France)

## Moyens métrages
Ces moyens métrages de 40 à 59 min peuvent considéré suivant les pays et comme long ou court métrage. En effet en France (CNC) la durée minimale d’un long métrage est de 60 minutes. Mais la définition du long métrage variant selon les textes en vigueur dans les différents pays, le critère retenus ici (40 min) sont ceux adoptés par le British Film Institute (BFI) et l’American Film Institute (AFI), pour la durée minimale d’un long métrage.
- 1982 : Chronopolis - de Piotr Kamler - (France/Pologne)
- 1983 : La princesse insensible - de Michel Ocelot
- 1997 : Du tableau noir à l'écran blanc - de Paul Dopff
- 2002 : Solitudine - de Bernard Cerf
- 2003 : Corto Maltese : La Ballade de la mer salée
- 2003 : Corto Maltese : Sous le signe du Capricorne
- 2003 : Corto Maltese : Les Celtiques
- 2003 : Corto Maltese : La Maison dorée de Samarkand
- 2003 : Halman's Walk - de Jean-Baptiste Decavèle
- 2003 : Demake-up - de Marc Bruimaud
- 2003 : La Cure Stories - de Frédérique Lecerf
- 2004 : Grenze - de Patrick Fontana

## Courts métrages
On considère qu’un court métrage fait moins de 40 min.

### Des prémices aux années 1900
- 1892 : Un bon bock - de Émile Reynaud
- 1892 : Clown et ses chiens - de Émile Reynaud
- 1892 : Pauvre Pierrot - de Émile Reynaud
- 1894 : Autour d’une cabine ou Mésaventures d’un copurchic aux bains de mer - de Émile Reynaud
- 1894 : Un rêve au coin du feu - de Émile Reynaud
- 1896 : Guillaume Tell - de Émile Reynaud
- 1897 : Le Premier Cigare - de Émile Reynaud
- 1898 : Les Clown Price - de Émile Reynaud
- 1908 : Fantasmagorie - de Émile Cohl
- 1908 : Le Cauchemar de Fantoche - de Émile Cohl - série Fantoche
- 1908 : Un drame chez les fantoches - de Émile Cohl - série Fantoche

### Années 1910
- 1912 : Le Chinois et le Bourriquot articulé de Marius O'Galop
- 1914 : Quelques principes d’hygiène de Marius O'Galop et Jean Comandon
- 1917 : Les Aventures de Clémentine - de Benjamin Rabier et Émile Cohl
- 1917 : Les Aventures des Pieds Nickelés - 1er épisode - de Émile Cohl - série Les Aventures des Pieds Nickelés
- 1917 : Les Aventures des Pieds Nickelés - 2e épisode - de Émile Cohl - série Les Aventures des Pieds Nickelés
- 1917 : Le Bon fricot - de Marius O'Galop
- 1917 : Les Tracas de Zigouillot - de Émile Cohl - série Les Aventures des Pieds Nickelés
- 1917 : Clémentine et Flambeau - de Benjamin Rabier
- 1917 : Conseils pour la vie chère - de Robert Lortac
- 1917 : Et nos poilus qu’en pensent-ils ? - de Robert Lortac
- 1917 : Les Exploits de Marius - de Robert Lortac
- 1917 : Les Fiançailles de Flambeau - de Benjamin Rabier et Émile Cohl
- 1917 : M. Wilson président des USA et l’espion obstiné - de Robert Lortac
- 1917 : Misti le nain de la forêt - de Benjamin Rabier
- 1917 : Une nouveauté pratique : la marmite norvégienne - de Robert Lortac

- 1918 : Les Aventures des Pieds Nickelés - 5e épisode - de Émile Cohl - série Les Aventures des Pieds Nickelés
- 1918 : L’Évasion de Latude - de Robert Lortac
- 1918 : Filochard se distingue - de Émile Cohl - série Les Aventures des Pieds Nickelés
- 1918 : On doit le dire de Marius O'Galop et Jean Comandon
- 1918 : L'Oubli par l'alcool de Marius O'Galop et Jean Comandon
- 1918 : Le Taudis doit être vaincu de Marius O'Galop et Jean Comandon
- 1918 : La Tuberculose menace tout le monde - de Robert Lortac et Jean Comandon
- 1918 : Tenfaipas, Bob et son canasson - de Robert Lortac
- 1918 : Tenfaipas pêche à la ligne - de Robert Lortac
- 1918 : Tenfaipas se marie ce matin… - de Robert Lortac
- 1918 : Touchatout ami des bêtes - de Marius O'Galop

- 1919 : Bécassotte bonne à Quimper - de Marius O'Galop - série Bécassotte
- 1919 : Bécassotte et son cochon - de Marius O'Galop - série Bécassotte
- 1919 : Caramel - de Benjamin Rabier
- 1919 : Le Circuit de l’alcool - de Marius O'Galop et Jean Comandon
- 1919 : Comment Pécopin épousa la belle Ugénie - de Marius O'Galop
- 1919 : La Journée de Flambeau - de Benjamin Rabier et Émile Cohl
- 1919 : Flambeau au pays des surprises - de Benjamin Rabier et Émile Cohl
- 1919 : Misti et le géant Rustic - de Benjamin Rabier
- 1919 : La Mouche - de Marius O'Galop et Jean Comandon
- 1919 : Petites causes grands effets - de Marius O'Galop et Jean Comandon
- 1919 : Touchatout peintre de talent - de Marius O'Galop
- 1919 : Touchatout joue Faust - de Marius O'Galop
- 1919 : La Tuberculose se prend sur le zinc - de Marius O'Galop et Jean Comandon
- 1919 : Un rude lapin - de Benjamin Rabier

### Années 1920
- 1920 : Les Amours d'un escargot - de Benjamin Rabier
- 1920 : Les Animaux domestiques ou Une aventure zoologicomique - de Robert Lortac et Landelle
- 1920 : Bécassotte à la mer - de Marius O'Galop - série Bécassotte
- 1920 : Bécassotte au jardin zoologique - de Marius O'Galop - série Bécassotte
- 1920 : La Chasse aux rats est ouverte - de Robert Lortac
- 1920 : Les Chevaliers de la cloche de bois - de Robert Lortac et Cheval
- 1920 : Cœur de grenouille - de Benjamin Rabier
- 1920 : Dans les griffes de l'araignée - de Ladislas Starewitch
- 1920 : Les Éruptions célèbres - de Robert Lortac et Cheval
- 1920 : Faites comme le nègre - de Robert Lortac et Landelle
- 1920 : Gringalet et Ducosto ou La Revanche de Gringalet dentiste - de Robert Lortac et Landelle
- 1920 : J'ai perdu mon enfant - de Benjamin Rabier
- 1920 : Le Meilleur argument - de Robert Lortac et Landelle
- 1920 : Microbus, Bigfellow et la Crise des domestiques - de Robert Lortac et Landelle
- 1920 : Monsieur Difficile a des visions - de Robert Lortac et Paulme
- 1920 : Physique amusante - de Robert Lortac et Landelle
- 1920 : On doit le dire - de Marius O'Galop
- 1920 : La Réponse de l’au-delà - de Robert Lortac
- 1920 : Le Testament de Findubec - de Robert Lortac
- 1920 : Tom et Tim policemen d’occasion - de Robert Lortac et J.J. Rouseau
- 1920 : Un drame à la cuisine - de Robert Lortac

- 1921 : L'Aspirateur du professeur Mécanicas - de Robert Lortac
- 1921 : Bicard a résolu la crise du logement - de Raymond Galoyer et André Yvetot
- 1921 : La Bonne cuisinière - de Robert Lortac - série Mécanicas
- 1921 : Compère Guilleri, chanson ancienne - de Marius O'Galop
- 1921 : La Consigne de Toby - de Robert Lortac - série Toby
- 1921 : Le Corbeau et le Renard - de Marius O'Galop
- 1921 : L'Épouvantail - de Ladislas Starewitch
- 1921 : La Grenouille qui veut se faire aussi grosse que le bœuf - de Marius O'Galop
- 1921 : Le Lièvre et la Tortue - de Marius O'Galop
- 1921 : Le Mariage de Babylas - de Ladislas Starewitch
- 1921 : Mistouffle dîne à l'œil - de Robert Lortac
- 1921 : Mistouffle au violon - de Robert Lortac
- 1921 : Monsieur Duncam zoologiste anglais - de Robert Lortac
- 1921 : Histoire de Monsieur Vieux-Bois - de Robert Lortac et Cavé
- 1921 : L'Ours et les Deux Compagnons - de Marius O'Galop
- 1921 : Le Pot de terre contre le Pot de fer - de Robert Lortac et Cavé
- 1921 : Potiron fait de l'auto - de Albert Mourlan - série Potiron
- 1921 : Potiron, homme invisible - de Albert Mourlan - série Potiron
- 1921 : Potiron garçon de café - de Albert Mourlan - série Potiron
- 1921 : La Maison automatique ou Le Réveil du professeur Mécanicas - de Robert Lortac - série Mécanicas
- 1921 : Toby a soif - de Robert Lortac - série Toby
- 1921 : Toto au berceau - de Robert Lortac et Landelle - série Toto
- 1921 : Une invention du professeur Mécanicas - de Robert Lortac - série Mécanicas

- 1922 : L'Affaire de la rue Lepic - de Raymond Galoyer et André Yvetot
- 1922 : Bigfellow craint les autos - de Robert Lortac et Landelle
- 1922 : La Cigale et la Fourmi - de Robert Lortac et Landelle
- 1922 : Les Déboires d'un piéton - de Robert Lortac et Landelle
- 1922 : En vitesse - de Robert Lortac et Landelle
- 1922 : Les Grenouilles qui demandent un roi - de Ladislas Starewitch
- 1922 : Le Lion et le Rat - de Robert Lortac et Landelle
- 1922 : Mère l'oie a mangé la grenouille - de Benjamin Rabier
- 1922 : Monsieur de la Palisse - de Marius O'Galop
- 1922 : Le Noël de Toto - de Robert Lortac et Landelle - série Toto
- 1922 : Le Petit Poucet - de Marius O'Galop
- 1921 : Potiron agent de police - de Albert Mourlan - série Potiron
- 1922 : Les Quatre Cents Coups de Flambeau - de Benjamin Rabier
- 1922 : La Queue en trompette - de Benjamin Rabier
- 1922 : Un horrible cauchemar - de Robert Lortac et Landelle

- 1923 : Bécassotte et le papillon - de Marius O'Galop - série Bécassotte
- 1923 : La Belette entrée dans un grenier - de Marius O'Galop
- 1923 : Cendrillon ou la petite pantoufle de vair - de Robert Lortac et Cheval
- 1923 : L'Eau des géants et la poudre des nains - de Robert Lortac et Landelle
- 1923 : Le Loup et la Cigogne - de Marius O'Galop et Louis Forest
- 1923 : Mécanicas et la réclame - de Robert Lortac - série Mécanicas
- 1923 : Le Rat des villes et le Rat des champs - de Marius O'Galop et Louis Forest
- 1923 : Le Renard et les Raisins - de Marius O'Galop
- 1923 : Le Roman de la momie - de Robert Lortac et André Rigal
- 1923 : Gulliver chez les lilliputiens - de Albert Mourlan et Raymond Villette
- 1923 : Toto acrobate - de Robert Lortac - série Toto
- 1923 : Toto artiste peintre ou Toto est un artiste précoce - de Robert Lortac et Landelle - série Toto
- 1923 : La Voix du rossignol - de Ladislas Starewitch

- 1924 : Ballet mécanique - de Fernand Léger
- 1924 : Boby prend la mouche - de Robert Lortac
- 1924 : La Colombe et la Fourmi - de Marius O'Galop
- 1924 : Entr'acte - de René Clair
- 1924 : Les Malheurs de Collignon - de Robert Lortac et André Rigal
- 1924 : La Petite Chanteuse des rues - de Ladislas Starewitch
- 1924 : Les Inventions de Mécanicas, la Sève poilifère - de Robert Lortac - série Mécanicas
- 1924 : Toto aviateur - de Robert Lortac - série Toto
- 1924 : Toto musicien - de Robert Lortac - série Toto
- 1924 : Un chien trop bien dressé - de Robert Lortac

- 1925 : Mécanicas et la greffe animale - de Robert Lortac - série Mécanicas
- 1925 : Mécanicas et la machine à guérir - de Robert Lortac - série Mécanicas
- 1925 : La Révolte des betteraves - de Albert Mourlan
- 1925 : Les Yeux du dragon - de Ladislas Starewitch

- 1926 : Le Rat des villes et le Rat des champs - de Ladislas Starewitch

- 1927 : La Coquille et le Clergyman - de Germaine Dulac

- 1928 : L'Étoile de mer - de Man Ray
- 1928 : Joko le singe - de Antoine Payen - série Joko le singe
- 1928 : L'Horloge magique ou la petite fille qui voulait être princesse - de Ladislas Starewitch
- 1928 : La Petite Parade - de Ladislas Starewitch

- 1929 : Conte de la 1002e nuit - de Albert Mourlan
- 1929 : Les Mystères du château du Dé - de Man Ray
- 1929 : Zut épouse Flûte - de André Daix - série Zut, Flûte et Trotte
- 1929 : Zut chez les sorcières - de André Daix - série Zut, Flûte et Trotte

### Années 1930
- 1930 : Monsieur Grostacot et Madame Petitoto en voyage - de Robert Lortac et Mallet
- 1930 : Les Petits Héros - de André Daix

- 1931 : Ce soir à 8 heures - de Pierre Charbonnier
- 1931 : L'Histoire du soldat inconnu - de Henri Storck
- 1931 : Meunier, tu dors... - de Jean Delaurier et Jean Varé
- 1931 : Natalité - de André Rigal
- 1931 : Zut et Flûte passagers clandestins - de André Daix - série Zut, Flûte et Trotte
- 1931 : Zut détective - de André Daix - série Zut, Flûte et Trotte
- 1931 : Panouillard à bord - de André Daix

- 1932 : L'Idée - de Berthold Bartosch
- 1932 : Le Rat des villes et le rat des champs - de Ladislas Starewitch
- 1932 : Un concours de beauté - de Alain Saint-Ogan
- 1932 : Zut chez les sportifs - de André Daix - série Zut, Flûte et Trotte

- 1933 : Fétiche mascotte - de Ladislas Starewitch
- 1933 : Les Funérailles - de Anthony Gross
- 1933 : Une journée en Afrique - de Anthony Gross
- 1933 : Une nuit sur le mont Chauve - de Alexandre Alexeïeff et Claire Parker

- 1934 : La Découverte de l'Amérique - de Mimma Indelli
- 1934 : Fétiche prestidigitateur de Ladislas Starewitch et Irène Starewitch
- 1934 : Histoire sans paroles : À l'est rien de nouveau - de Bogdan Zoubowitch
- 1934 : La Joie de vivre - de Anthony Gross et Hector Hoppins

- 1935 : Couchés dans le foin - de Jean Delaurier, Georges Bouisset et Raymond de Villepreux
- 1935 : Michka - de Bogdan Zoubowitch

- 1936 : Anatole compositeur - de Érik (André Jolly)
- 1936 : Les Aventures du professeur Nimbus - de André Daix et Jacques Noël
- 1936 : Fétiche en voyage de noce - de Ladislas Starewitch et Irène Starewitch
- 1936 : La Fortune enchantée - de Pierre Charbonnier
- 1936 : Le Jour et la Nuit - de Anthony Gross
- 1936 : Perrette et le pot au lait - de Pierre Bourgeon

- 1938 : Barbe-Bleue - de Jean Painlevé et René Bertrand

- 1939 : La Danse macabre - de Jean Giaume et Alex Giaume
- 1939 : La Flûte enchantée - de Jean Giaume et Alex Giaume
- 1939 : Les Galéjeurs de la mer - de Jean Giaume et Alex Giaume - série Olive et Marius
- 1939 : Un certain Gérald - d'Érik (André Jolly)

### Années 1940
- 1940 : François Lefranc défend la pomme de terre - de Robert Lortac

- 1941 : Prof toc savant - de Georges Arnstam - série Les Aventures du professeur Toc et de son robot
- 1941 : La Vie idéale - de Pierre Bourgeon
- 1941 : La Visite au zoo - de Pierre Bourgeon

- 1942 : Cigalon chez les fourmis : Après l'orage de Pierre Bourgeon
- 1942 : Élixir de longue vie - de Georges Arnstam - série Les Aventures du professeur Toc et de son robot
- 1942 : L'Épouvantail - de Paul Grimault
- 1942 : Le Marchand de notes - de Paul Grimault
- 1942 : Les Théorèmes du professeur Pym : Qui pèse bien... - de Arcady Brachlianoff
- 1942 : Une mouche sur le mur - de Érik (André Jolly)

- 1943 : Les Aventures de Kapok l'esquimau et de son ours Oscar - de Arcady Brachlianoff - série Les Aventures de Kapok l'esquimau et de son ours Oscar
- 1943 : Callisto, la petite nymphe de Diane - de André-Édouard Marty
- 1943 : Cap'taine Sabord appareille - de André Rigal - série Les Aventures du Cap'tain Sabord
- 1943 : Le Carillon du vieux manoir - de Arcady Brachlianoff
- 1943 : La Chasse infernale - de Jean Giaume et Alex Giaume
- 1943 : La Nuit enchantée - de Raymond Jeannin
- 1943 : Les Noirs jouent et gagnent - de Jean Image
- 1943 : Puck baladin - de Érik (André Jolly)
- 1943 : V'là l'beau temps - de André Rigal - série Les Aventures du Cap'tain Sabord

- 1944 : À la découverte - de Arcady Brachlianoff
- 1944 : Au clair de la lune - de Bogdan Zoubowitch
- 1944 : Cap'taine Sabord dans l'île mystérieuse - de André Rigal - série Les Aventures du Cap'tain Sabord
- 1944 : Leurs premières aventures de Jean-Louis Daniel
- 1944 : Nimbus libéré de Raymond Jeannin
- 1944 : Le Scaphandrier - de Arcady Brachlianoff
- 1944 : La Vie des styles - de Érik (André Jolly)
- 1944 : Le Voleur de paratonnerres de Paul Grimault

- 1945 : Astres et désastres - de Arcady Brachlianoff - série Les Aventures de Kapok l'esquimau et de son ours Oscar
- 1945 : Pierrot se libère - de Jean-Bernard Bosc
- 1944 : Princesse Clé de Sol - de Jean Image

- 1946 : Les Aventures d'Oscar la Bricole - de Paul de Roubaix
- 1946 : Le Briquet magique - de Bogdan Zoubowitch
- 1946 : Choupinet au ciel - de Omer Boucquey
- 1946 : Cri-Cri, Ludo et l'orage - de Antoine Payen
- 1946 : Les Enfants du ciel - de Wilma de Quiche
- 1946 : La Flûte magique - de Paul Grimault
- 1946 : Rhapsodie de Saturne - de Jean Image

- 1947 : Anatole fait du camping - de Albert Dubout
- 1947 : Anatole à la tour de Nesle - de Albert Dubout
- 1947 : Le Petit Soldat - de Paul Grimault / Jacques Prévert
- 1947 : Querelles de cœurs - de Marcel-Évelyn Floris

- 1948 : Ballade atomique - de Jean Image et Albert Champeaux
- 1948 : Jacky, Jackotte et les sortilèges - de Antoine Payen

- 1949 : Le Base Ball - de Arcady Brachlianoff
- 1949 : Fleur de fougère - de Ladislas Starewitch et Irène Starewitch
- 1949 : Le Troubadour de la Joie - de Omer Boucquey
- 1949 : Monsieur Tout-le-Monde - de Jean Image

### Années 1950
- 1951 : Légende cruelle - de Arcady Brachlianoff et Gilles Pommerand

- 1952 : Grrr… - de André Rigal
- 1952 : Léonard de Vinci - de Arcady Brachlianoff

- 1953 : Pieter Brueghel l'Ancien - de Arcady Brachlianoff, Edmond Lévy et Gérard Pignol

- 1954 : La Cigale et la Fourmi - de Jean Image
- 1954 : Le Mystère de la licorne - de Arcady Brachlianoff et Jean-Claude Sée

- 1955 : Images préhistoriques - de Arcady Brachlianoff et Thomas Rowe
- 1955 : Le Loup et l'Agneau - de Jean Image

- 1956 : Monsieur Victor ou la Machine à retrouver le temps - de Jean Image

- 1957 : L'Aventure du Père Noël - de Jean Image
- 1957 : Gag Express - de Albert Champeaux et Pierre Watrin

- 1958 : Le Messager de l'hiver - de Bogdan Zoubowitch et Antoine Payen
- 1958 : Paris-Flash - de Albert Champeaux et Pierre Watrin
- 1958 : Le Petit Peintre et la Sirène - de Jean Image
- 1958 : Voyage en Boscavie - de Jean Vautrin et Claude Choublier

- 1959 : Les Astronautes - de Walerian Borowczyk / Chris Marker
- 1959 : François s'évade - de Jean Image
- 1959 : L'Horrible, bizarre et incroyable histoire de Monsieur Tête - de Jan Lenica et Henri Gruel
- 1959 : Prélude pour orchestre, voix et caméra ou La Fille de la mer et de la nuit - de Arcady Brachlianoff

### Années 1960
- 1960 : Le Chêne et le Roseau - de Jean Image et Denis Baupin
- 1960 : Les Dents du singe - de René Laloux
- 1960 : Moukengue - de Denise Charvein
- 1960 : L'Ondomane - de Arcady Brachlianoff
- 1960 : Villa mon rêve - de Albert Champeaux et Pierre Watrin

- 1961 : Le Cadeau - de Jacques Vausseur et Dick Roberts
- 1961 : Marcel, ta mère t'appelle - de Jacques Colombat
- 1961 : Un oiseau en papier journal - de Julien Pappé

- 1962 : Albert Marquet - de Arcady Brachlianoff
- 1962 : La Chanson du jardinier fou - de Jacques Espagne
- 1962 : Le Concert de M. et Mme Kabal - de Walerian Borowczyk
- 1962 : La Fourmi géante - de Jean Image
- 1962 : Mais où sont les nègres d'antan ? - de Michel Boschet et André Martin
- 1962 : Maître - de Manuel Otéro et Jacques Leroux
- 1962 : Les Nuages fous - de Henri Lacam
- 1962 : Résurrection - de Germaine Prudhommeau
- 1962 : Sirène - de Jean Hurtado

- 1963 : L'Encyclopédie de grand'maman - de Walerian Borowczyk
- 1963 : L'Impossible géométrie - Jean-Pierre Rhein
- 1963 : Merci, Monsieur Schmtz - de Albert Champeaux et Pierre Watrin
- 1963 : Le Nez - de Alexandre Alexeïeff et Claire Parker
- 1963 : L'Œuf à la coque - de Marc Andrieux et Bernard Brévent
- 1963 : Renaissance - de Walerian Borowczyk
- 1963 : Vélodrame - de Robert Lapoujade

- 1964 : A - de Jan Lenica (France/Allemagne)
- 1964 : Acte sans parole - de Bruno Bettiol et Italo Bettiol
- 1964 : Appétit d'oiseau - de Peter Foldès
- 1964 : Contons fleurette - de Albert Champeaux et Pierre Watrin
- 1964 : Les Jeux des anges - de Walerian Borowczyk
- 1964 : Meurtre - de Piotr Kamler
- 1964 : La Porte - de Jacques Vausseur
- 1964 : Les Oiseaux sont des cons - de Chaval
- 1964 : Les Temps morts - de René Laloux

- 1965 : La Demoiselle et le Violoncelliste - de Jean-François Laguionie
- 1965 : Les Automanes - de Arcady Brachlianoff
- 1965 : Comme chien et chat - de Ladislas Starewitch
- 1965 : Les Escargots - de René Laloux
- 1965 : Le Jongleur de Notre-Dame - de Stefano Lonati et Italo Bettiol
- 1965 : Martien 0001 - de José Piquer
- 1965 : Pierrot - de Jacques Leroux
- 1965 : La Planète verte - de Piotr Kamler
- 1965 : Plus vite - de Peter Földes
- 1965 : Souvenir d’Épinal - de Jean Image
- 1965 : Un garçon plein d'avenir - de Peter Foldes

- 1966 : La Ballade d'Émile - de Manuel Otéro
- 1966 : Contre-pied - de Manuel Otéro
- 1966 : La Nativité racontée en image d'après les Écritures - de André-Édouard Marty
- 1966 : Paris-Nice en voiture - de Albert Champeaux
- 1966 : Space dance - de Albert Pierru

- 1967 : L'Arche de Noé - de Jean-François Laguionie
- 1967 : Arès contre Atlas - de Manuel Otéro
- 1967 : Éveil - de Peter Földes
- 1967 : Images pour un clown - de Richard Guillon
- 1967 : L'Ombre de la pomme - de Robert Lapoujade

- 1968 : L'Araignéléphant - de Piotr Kamler
- 1968 : Les Enfants de l'espace - de Jean Image

- 1969 : Calaveras - de Jacques Colombat
- 1969 : Le Dernier fantôme - de Jacques Ansan
- 1969 : Labyrinthe - de Piotr Kamler
- 1969 : Sourire - de Paul Dopff
- 1969 : Une bombe par hasard... - de Jean-François Laguionie
- 1969 : Univers - de Manuel Otéro
- 1969 :  Visages de femmes - de Peter Foldès
- 1969 : What happened to Eva Braun - de David McNeil

### Années 1970
- 1970 : Les Chouettes - de Jean Rubak
- 1970 : Délicieuse catastrophe - de Piotr Kamler
- 1970 : Le Miroir - de Roger Amiot
- 1970 : Patatomanie - de Jean Image
- 1970 : Patchwork - de Manuel Otéro, Daniel Suter, Claude Luyet, Gérald Poussin et Georges Schwizgebel

- 1971 : Le Cagouince migrateur - de Francis Masse
- 1971 : Fantorro, le dernier justicier - de Jan Lenica
- 1971 : Quand les gourous s'gourent - de C. Desaegher et B. Dessauvages
- 1971 : 14 juillet - de Paul Tousch, Christian Ginsberg, Jean-Luc Blanchet, Francis Masse et Jean-Louis Forain
- 1971 : Retour au bois joli - de Anna Harda - (France/Pologne)
- 1971 : Le Robot - de Albert Champeaux et Pierre Watrin
- 1971 : Sourire - de Paul Dopff
- 1971 : Vive les bains de mer - de Jean Hurtado

- 1972 :  La Chute - de Paul Dopff
- 1972 : Fin - de Roger Amiot
- 1972 : Le Fumaillon - de Gilles Baur
- 1972 : Le Masque du diable - de Jean-François Laguionie
- 1972 : Le Pays beau - de Martin Boschet
- 1972 : Potr' et la fille des eaux - de Jean-François Laguionie
- 1972 : Prolégomènes - de Alexis Poliakoff
- 1972 : Raffiner toujours - de Jean Aurance
- 1972 : Tableaux d'une exposition - de Alexandre Alexeïeff et Claire Parker
- 1972 : Un oiseau pas comme les autres - de Jean-Pierre Rhein
- 1972 : Visuels - Catherine Lapras

- 1973 : Le Chien mélomane - de Paul Grimault
- 1973 : Cœur de secours - de Piotr Kamler
- 1973 : Évasion express - de Francis Masse
- 1973 : Folies Bergère - de Philippe Fausten
- 1973 : La Montagne qui accouche - de Jacques Colombat
- 1973 : L'Œuf de Colomb - de Christian Davi
- 1973 : L'Oie bleue - de Gilles Baur
- 1973 : L'Oiseau - de Ihab Shaker
- 1973 : Le Pépin - de Reynald Bellot
- 1973 : Souvenirs - de Nicole Dufour
- 1973 : Tant qu'il y aura des feuilles - de Henri Heidsieck
- 1973 : La Tête - de Émile Bourget
- 1973 : Tour d'ivoire - de Bernard Palacios
- 1973 : Un - de Paul Brizzi et Gaëtan Brizzi
- 1973 : La Version originelle - de Paul Dopff
- 1973 : Tour d'ivoire - de Bernard Palacios

- 1974 : L'Acteur - de Jean-François Laguionie
- 1974 : À la vôtre - de Monique Renault
- 1974 : Comme il pleut sur la ville - de Didier Pourcel
- 1974 : L'Empreinte - de Jacques Cardon
- 1974 : Les Nouvelles aventures de la Tête - de Yan Brzozowski et Jean-Jacques Netter
- 1974 : Le Pas - de Piotr Kamler
- 1974 : Paysage - de Jan Lenica
- 1974 : Square des abbesses - de Yves Brangolo
- 1974 : Un comédien sans paradoxe - de Robert Lapoujade
- 1974 : Un grain de sable dans le mécanisme - de Philippe Leclerc
- 1974 : Un pied sous le chapeau - de Jean-Louis Miriel

- 1975 : Ad vitam aeternam - de Gilles Baur
- 1975 : Blanc bonnet et bonnet blanc - de Jean-Pierre Jacquet
- 1975 : Claustrophobie - de Philippe Leclerc
- 1975 : Dog Song ou les chiens voyageurs - de Julien Pappé et Michel Roudevitch
- 1975 : Illusions - Nicole Dufour
- 1975 :  Oiseau de nuit - de Bernard Palacios
- 1975 : La Perdue - de Dominique Fournier
- 1975 : La Rosette arrosée - de Paul Dopff

- 1976 : Autre-là - de Paul Cornet
- 1976 : Le Déjeuner sous l'herbe - de Gilles Baur
- 1976 : Dé profondis - de Henri Heidsieck
- 1976 : Le Fantôme de l'infirmière - de Michel Longuet
- 1976 : On voyage - d'André Lindon
- 1976 : La Petite Sardine rose - de Jean Image
- 1976 : Une vieille soupière - de Michel Longuet

- 1977 : L'Anatomiste - de Yves Brangolo
- 1977 : Conclusion - de Jacques Barsac
- 1977 : La Nichée - de M. G. Collin
- 1977 : Les Nuits de Casimir et Lætitia - de Christine Deplante et Christian Deplante
- 1977 : Le Phénomène - de Paul Dopff
- 1977 : Tentation enfantine - de Christian Thomas

- 1978 : Barbe-Bleue - d'Olivier Gillon
- 1978 : L'Évasion - de Jean-Pierre Jeunet et Marc Caro
- 1978 : La Traversée - de Paul Dopff et Gabriel Cotto
- 1978 : La Traversée de l'Atlantique à la rame - de Jean-François Laguionie

- 1979 : Belzebuth roi des mouches - de Patrick Traon et Jean-Claude Langlart
- 1979 : Blaise - d'Hippolyte Girardot
- 1979 : Cavalier mécanique - de Françoise Gloagen
- 1979 : Drame dans la forêt - de Thérèse Mallinson
- 1979 : D'une gompa l'autre - de Jacques-Rémy Girerd
- 1979 : L'E motif - de Jean-Christophe Villard
- 1979 : Flagrant délit - de Jean-Pierre Jacquet
- 1979 : Harlem nocturne - de Pierre Barletta
- 1979 : Jean-Émile - de Hippolyte Girardot
- 1979 : Nuits blanches - de Nicole Dufour
- 1979 : Supermouche - de Paul Dopff
- 1979 : Le Temps d'aspirer - de Jean Gillet
- 1979 : Le Trouble-fête - de Bernard Palacios
- 1979 : Quatre mille images fœtales - de Jacques-Rémy Girerd

### Années 1980
- 1980 : Actualités - de Jean-Jacques Sebbane
- 1980 : L'Échelle - de Alain Ughetto
- 1980 : Hunga - de Kali Carlini
- 1980 : Le Manège - de Jean-Pierre Jeunet et Marc Caro
- 1980 : Les Musus - de Otmar Gutmann
- 1980 : Rien de spécial - de Jacques-Rémy Girerd
- 1980 : La Tendresse du maudit - de Jean-Manuel Costa
- 1980 : Tendre moignon - de Jean-Yves Amir et Olivier Langlois
- 1980 : Les Trois Inventeurs - de Michel Ocelot
- 1980 : Trois thèmes - de Alexandre Alexeïeff et Claire Parker
- 1980 : Un matin ordinaire - de Michel Gauthier

- 1981 : L'Argent ne fait pas le moine - de Jean-Luc Trotignon
- 1981 : Allons-y la jeunesse - de Gérard Collin
- 1981 : Désert - de José Xavier
- 1981 : Les Filles de l'égalité - de Michel Ocelot
- 1981 : Morfocipris - de Jean-Christophe Villard
- 1981 : Les Pieds Nickelés et le trésor d'Ali-Naja - de René Charles
- 1981 : Trou - de Pascal Tirmant

- 1982 : Chronique 1909 - de Paul Brizzi et Gaëtan Brizzi
- 1982 : Je demain - de Jean-Pierre Ader
- 1982 : La Légende du pauvre bossu - de Michel Ocelot
- 1982 : Le Rêve de Pygmalion - de Josiane Perillat
- 1982 : Sans préavis - de Michel Gauthier
- 1982 : Le Voyage d'Orphée - de Jean-Manuel Costa

- 1983 : Au-delà de minuit - de Pierre Barletta
- 1983 : Compte courant - de Paul Dopff
- 1983 : L'Invité - de Guy Jacques
- 1983 : Néantderthal - de Jean-Christophe Villard
- 1983 : Pedibus - de Paul Dopff
- 1983 : La Photographie - de Gérald Frydman - (Belgique/France)
- 1983 : La Princesse insensible - de Michel Ocelot
- 1983 : Râ - de Thierry Barthes et Pierre Jamin

- 1984 : La Boule - de Alain Ughetto
- 1984 : La Campagne est si belle - de Michel Gauthier
- 1984 : Carnet de voyage Quebec-La Rochelle - de Bruce Krebs
- 1984 : 5 doigts pour el pueblo - de Bruce Krebs et Mireille Boucard
- 1984 : Le Cirque des trois petits animaux tristes - de Jacques-Rémy Girerd
- 1984 : Coloclip - de Jacques-Rémy Girerd
- 1984 : L'Enfant de la haute mer - de Patrick Deniau
- 1984 : Paysage de rêve - de Paul Dopff
- 1984 : Question de forme - de Alain Monclin

- 1985 : Bleu marine et rouge pompon - de Jacques Rouxel
- 1985 : Carnets d'esquisses - de Michaël Gaumnitz
- 1985 : Contes crépusculaires - de Yves Charnay
- 1985 : Criminal Tango - de Solweig von Kleist
- 1985 : 2 ou 3 choses que je sais de la Bretagne - de Bruce Krebs
- 1985 : Les Deux petits noctambules - de Jacques-Rémy Girerd
- 1985 : Le Petit Cirque dans les étoiles - de Jacques-Rémy Girerd
- 1985 : La Prisonnière - de René Laloux et Philippe Caza
- 1985 : La Quête du vieux clown - de Jacques-Rémy Girerd
- 1985 : Spirale - de Henri Heidsieck
- 1985 : Traverses - de Antoine Lopez
- 1985 : Un beau matin - de Serge Avédikian

- 1986 : L'Éléphant et la Baleine - de Jacques-Rémy Girerd
- 1986 : Le Film file - de Nicolas Gautron
- 1986 : Frankenstein circus - de Jacques-Rémy Girerd
- 1986 : French Gallup - de Claude Huhardeaux
- 1986 : La Montagne du loup - de Henri Heidsieck
- 1986 : Les Perles de l'amour - de Francis Leroi
- 1986 : Le Petit Cirque de toutes les couleurs - de Jacques-Rémy Girerd
- 1986 : Les Quatre Vœux - de Michel Ocelot
- 1986 : Taureau - de Marianne Guilhou
- 1986 : Un point c'est tout - de Claude Rocher
- 1986 : La Ville - de Sophie Mariller
- 1986 : Zebra Crossing Blues - de Bruce Krebs

- 1987 : Brume, escale trop courte - de Hugues Bourdoncle
- 1987 : Comment Wang Fo fut sauvé - de René Laloux
- 1987 : Cythère, l'apprentie sorcière - de Jacques-Rémy Girerd
- 1987 : Élégance et joyeux anniversaire - de Paul Dopff
- 1987 : L'Île fantôme - de Jean-François Laguionie
- 1987 : Lucie s'est échappée - de Nicole Dufour
- 1987 : Métamorphoses (série de sept jingles) - de Jacques-Rémy Girerd
- 1987 : Pépère et Mémère - de Federico Vitali
- 1987 :  Transatlantique - de Bruce Krebs
- 1987 : Variations - de Patrick Deniau

- 1988 : Déchirure vaudou - de Bruce Krebs
- 1988 : L'Escalier chimérique - de Daniel Guyonnet
- 1988 : Jumpin' Jacques Splash - de Jerzy Kular et Isabelle Foucher
- 1988 : La Princesse des diamants - de Michel Ocelot
- 1988 : La Rage du désert - de Jacques-Rémy Girerd
- 1988 : Sculpture, sculptures - de Jean-Loup Félicioli
- 1988 : Stylo - de Paul Coudsi et Daniel Borenstein
- 1988 : Thulé - de Serge Verny
- 1988 : Le Topologue - de Marc Caro
- 1988 : Toujours plus vite - de Jacques-Rémy Girerd
- 1988 : Valence je t'aime - de Jacques-Rémy Girerd
- 1988 : Une minute pour les droits de l'homme - de Jacques-Rémy Girerd

- 1989 : À la recherche du temps perdu - de Gilles Burgard
- 1989 : Amerlock - de Jacques-Rémy Girerd
- 1989 : La Belle France - Bob Godfrey
- 1989 : Book toon - de Jacques-Rémy Girerd
- 1989 : Ça n'colle plus - de Vincent Bonnet
- 1989 : Nos adieux au music-hall - de Laurent Pouvaret
- 1989 : La Planète des salades - de Paul Dopff
- 1989 : La Reine cruelle - de Michel Ocelot
- 1989 : Princes et Princesses - de Michel Ocelot

### Années 1990
- 1990 : Haut pays des neiges - de Bernard Palacios
- 1990 : L'Intrus - de Michel Gauthier
- 1990 : Le Manteau de la vieille dame (Ciné Si) - de Michel Ocelot
- 1990 : Nature morte - de Georges Le Piouffle

- 1991 : Les Effaceurs - de Gérald Frydman - (Belgique/France)
- 1991 : Elles - de Joanna Quinn
- 1991 : L'Encadré - de Manuel Gomez - (Belgique/France)
- 1991 : Hammam - de Florence Miailhe
- 1991 : I love you my Cerise - de Valérie Carmona
- 1991 : L'Elasto Fragmentoplast, Les Quarxs pilote - de Maurice Benayoun, François Schuiten et Benoît Peeters - (France, Belgique)
- 1991 : De [2]profundis pour un virus[3] - de Marc Peyrucq

- 1992 : L'Amour est un poisson - d'Éric Vaschetti
- 1992 : La Ballerine et le ramoneur - de Jean Manuel Costa
- 1992 : Le Dressage des nouvelles par Valentin le désossé - de Jean-Christophe Villard
- 1992 : Le Horla - de Fréderic Wojtyczka
- 1992 : Lugne Poe dans l'image - de Dirk Van Devondel
- 1992 : Mondrian Variations - de Jaroslaw Kapuscinski
- 1992 : Le Triangle des Bermudes - de Bruce Krebs et Eric Krebs
- 1992 : Une mission éphémère - Piotr Kamler
- 1992 : Le Wall - de Jean-Loup Felicioli

- 1993 : Le Criminel - de Gianluigi Toccafondo
- 1993 : Noi Siamo zingarelle - de Guionne Leroy
- 1993 : Tableau d’amour - de Louis Bériou

- 1994 : Deux alpinistes - de Bruce Krebs et Pierre Grolleron
- 1994 : Odeur de ville - de Georges Sifianos - (France/Grèce)
- 1994 : Histoire de papier - de Jean-Manuel Costa
- 1994 : Histoire extraordinaire de Mme Veuve Kecskemet - de Béla Weisz
- 1994 : Machinerie II - de Michel Digout
- 1994 : Le Moine et le poisson - de Michaël Dudok De Wit
- 1994 : Pedro - de Igor Leon
- 1994 : Un nouveau départ - de Bruce Krebs
- 1994 : Une bonne journée - de Matthias Bruhn
- 1994 : Variations - de Daniel Borenstein
- 1994 : Voleur d’écran - de Michel Aurousseau, Hervé Huneau et Guy Tual

- 1995 : L'Abri - de Arnaud Pendrié
- 1995 : La Grande migration - de Iouri Tcherenkov
- 1995 : Paroles en l'air - de Sylvain Vincendeau
- 1995 : Terra Incognita - de Olivier Cotte
- 1995 : Schéhérazade - de Florence Miailhe

- 1996 : ADN - de Patrice Chéreau et Marc Thonon
- 1996 : Déjeuner sur l'herbe - de Bruce Krebs
- 1996 : L'Égoïste - de Alain Gagnol et Jean-Loup Felicioli
- 1996 : Ferrailles - de Laurent Pouvaret
- 1996 : La Petite Sirène - de André Lindon
- 1996 : Silenzio et Tralala - de Pierre Clément
- 1996 : Silicose vallée - de Didier Guyard
- 1996 : Taxi de nuit - de Marco Castilla
- 1996 : Toro de nuit - de Philippe Archer

- 1997 : Le Chat - de Benjamin Fleury
- 1997 : Chéri, viens voir ! - de Claire Fouquet
- 1997 : Du tableau noir à l'écran blanc - de Paul Dopff
- 1997 : Dernière invention - de Lolo Zazar
- 1997 : Du Sel pour les œufs ! - de Jean-Pascal Principaux
- 1997 : L'Envol des frères Wright - de Stéphane Roche et Fabrice Turrier
- 1997 : Gudule - de Sylvie Guérard
- 1997 : L'Homme aux bras ballants - de Laurent Gorgiard
- 1997 : Hors-jeu - de Éric Belliardo
- 1997 : Marcel attaque - de Diane Delavallée
- 1997 : Paint Movie - de Rafaël Gray
- 1997 : Pings 1 - de Pierre Coffin
- 1997 : Pings 2 - de Pierre Coffin
- 1997 : Le Roman de mon âme - de Solweig Von Kleist
- 1997 : Un jour - de Marie Paccou
- 1997 : La Vache qui voulait sauter par-dessus l'église - de Guillaume Casset
- 1997 : Vilain Crapaud - de David Garcia
- 1997 : 23, rue des Martyrs - de Luc Perez
- 1997 : Ziboo - de Christophe Devaux et Christos Kokkinidis
- 1997 : Zob de Moor - de François Perreau et Franck Guillou

- 1998 : Amour… de gare - de Rémi Lucas
- 1998 : Au bout du monde - de Konstantin Bronzit
- 1998 : La Bouche cousue - de Jean-Luc Gréco et Catherine Buffat
- 1998 : Captain Scott - de Arnaud Maironi
- 1998 : Carnavallée - de Aline Ahond
- 1998 : Le Cavalier bleu - de Bertrand Mandico
- 1998 : Le Chat d'appartement - de Sarah Roper
- 1998 : Cloison - de Louis Bériou
- 1998 : Le Cyclope de la mer - de Philippe Jullien
- 1998 : Eden - de Diane Delavallée
- 1998 : Mon Île, c'est le paradis - de Franck Guillem
- 1998 : Mon placard - de Stéphane Blanquet et Stéphanie Michel
- 1998 : La Neige qui tombe - de Stéphane Roche
- 1998 : L'Œil du loup - de Hoël Caouissin
- 1998 : La Vieille Dame et les Pigeons - de Sylvain Chomet
- 1998 : Viva la Muerte - de Laurent Gorgiard

- 1999 : Au premier dimanche d'août - de Florence Miaïlhe
- 1999 : Harold's Planet - de Serge Elissalde
- 1999 : Joyeux Anniversaire - de Darielle Tillon
- 1999 : Maaz - de Christian Volckman
- 1999 : Les Misérables - de Geoffroy de Crécy
- 1999 : Mon copain ? - de David Alaux et Éric Tosti
- 1999 : Les Noces de Viardot - de Jean Rubak
- 1999 : Nous sommes immortels - de Daniel Guyonnet
- 1999 : Paf le Moustique - de Jérôme Calvet et Jean-François Bourrel
- 1999 : Ponpon - de Fabien Drouet
- 1999 : Premier domicile connu - de Laurent Bénégui
- 1999 : Le Puits - de Jérôme Boulbès
- 1999 : Share Brothers - de Guillaume Le Gouill
- 1999 : Squat - de Savin Yeatman-Eiffel
- 1999 : Tant qu'il y aura des pommes - de Manuel Otéro
- 1999 : The Gnome's Quest - de Pierre Coffin et Jean-Colas Prunier - (Japon/France)
- 1999 : Un couteau dans les fourchettes - de Jean-Loup Felicioli et Alain Gagnol

### Années 2000
- 2000 : Ainsi font... - de Sébastien Chort, Paul Guerillon, Florence Pernet
- 2000 : Le Bain - de Florent Mounier
- 2000 : La Danse des asperges sarrasines - de Christophe Le Borgne
- 2000 : Disparitions - de Claire Fouquet
- 2000 : Des Plofs à Noireilles - de Pauline Rebufat
- 2000 : L'Enfant de la haute mer - de Lætitia Gabrielli, Pierre Marteel, Mathieu Renoux et Max Tourret
- 2000 : L'Escargot de Marion - de Manuel Hauss, Sophie Penziki, Mathieu Pavageau, Pierre Lutic, Charles Beirnaert
- 2000 : Fini Zayo - de Catherine Buffat et Jean-Luc Gréco
- 2000 : Les Oiseaux en cage ne peuvent pas voler - de Luis Briceno
- 2000 : On n'est pas des sauvages ! - de Aline Ahond, Marie-Christine Perrodin, Philippe Jullien et Guillaume Casset
- 2000 : Raoul et Jocelyne - de Serge Elissalde
- 2000 : Révolution - de Manuel Otéro
- 2000 : Ronde - de Fabrice Piéton
- 2000 : Tadeus - de Philippe Jullien et Jean-Pierre Lemouland
- 2000 : Le Train en marche - de Robert Sahakiants (France/Arménie)
- 2000 : Tutu - de Pascal Dalet et Georges Sifianos
- 2000 : Zèbres - de Bruce Krebs

- 2001 : Bas les masses - de Arnaud Pendrie
- 2001 : La Belle au bois d'or - de Bernard Palacios
- 2001 : Le Conte du monde flottant - de Alain Escalle - (France/Japon)
- 2001 : La Fabrik - de Yann Jouette
- 2001 : Les Filles, l'âne et les bœufs - de Francine Chassagnac
- 2001 : Icebergclub - de Jean-Pascal Princiaux
- 2001 : La Mort de Tau - de Jérôme Boulbès
- 2001 : Le Nez à la fenêtre - de Alain Gagnol et Jean-Loup Felicioli
- 2001 : Noé Noé - de Manuel Hauss
- 2001 : Petite escapade - de Pierre-Luc Granjon
- 2001 : Le Petit Vélo dans la tête - de Fabrice Fouquet
- 2001 : Sommeils - de Ira Vicari
- 2001 : Toro Loco - de Manuel Otéro
- 2001 : Tso-ji - de Jean-young Kim
- 2001 : Un âne - de Aline Ahond
- 2001 : Le Vœu - de David Alaux et Éric Tosti
- 2001 : Zodiac - de Oerd Van Cuijlenborg

- 2002 : La Cancion du microsillon - de Laurent Pouvaret
- 2002 : Cœur en panne - de Bruce Krebs, Pierre Veck et Pierre Grolleron
- 2002 : La Femme papillon - de Virginie Bourdin - (Belgique/France)
- 2002 : François le Vaillant - de Carles Porta
- 2002 : Le Jardin - de Marie Paccou
- 2002 : Jean Paille - de Marc Ménager
- 2002 : Ligne de vie - de Serge Avédikian
- 2002 : Le Papillon - de Antoine Antin et Jenny Rakotomamonjy
- 2002 : Insult to Injury - de Sébastien Cazes
- 2002 : L'Odeur du chien mouillé - de Éric Montchaud
- 2002 : Les Oiseaux blancs, les oiseaux noirs - de Florence Miailhe
- 2002 : Le Trop Petit Prince - de Zoïa Trofimova

- 2003 : Bip-Bip - de Romain Sega
- 2003 : Casa - de Sylvie Léonard
- 2003 : Calypso Is Like So - de Bruno Collet
- 2003 : Le Château des autres - de Pierre-Luc Granjon
- 2003 : Circuit marine - de Isabelle Favez - (France/Canada)
- 2003 : Destino - de Dominique Monfery - (France/États-Unis)
- 2003 : Circuit Marine - de Isabelle Favez
- 2003 : L'Écrivain - de Frits Standaert - (France/Belgique)
- 2003 : Electronic Performers - de Arnaud Ganzerli, Laurent Bourdoiseau et Jérôme Blanquet
- 2003 : Merveilleusement gris - de Geoffroy Barbet Massin
- 2003 : Patates - de Éric Reynier
- 2003 : Le Portefeuille - de Vincent Bierrewaerts - (Belgique/France)
- 2003 : Pour faire le portrait d’un loup - de Philippe Petit-Roulet
- 2003 : Raging Blues - de Vincent Paronnaud et Lyonel Mathieu
- 2003 : Rascagnes - de Jérôme Boulbès
- 2003 : La Routine - de Cédric Babouche
- 2003 : Salace - de Pierre Tasso
- 2003 : La Souricière - de Stéphane Margail et Sandrine Conte
- 2003 : Spirale - de Michael Le Meur
- 2003 : Tueurs français - de Nicolas Jacquet

- 2004 : 2002 nature - de Bruce Krebs
- 2004 : L'Ami y'a bon - de Rachid Bouchareb
- 2004 : L'Attaque des pieds de l'espace - de Yann Jouette
- 2004 : La Dernière minute - de Nicolas Salis
- 2004 : Des câlins dans la cuisine - de Sébastien Laudenbach
- 2004 : L'Éléphant et les quatre aveugles - de Vladimir Petkevitch
- 2004 : L'Inventaire fantôme - de Franck Dion
- 2004 : La Parole de vie - de Pierre La Police
- 2004 : La Poupée cassée - de Louise-Marie Colon - (Belgique/France)
- 2004 : Le Régulateur - de Philippe Grammaticopoulos
- 2004 : La Révolution des crabes - de Arthur de Pins
- 2004 : Sept tonnes deux - de Nicolas Deveaux
- 2004 : Signes de vie - de Arnaud Demuynck - (France/Belgique)
- 2004 : Une histoire vertébrale - de Jérémy Clapin

- 2005 : À l'époque… - de Nadine Buss
- 2005 : Chahut - de Gilles Cuvelier - (France/Belgique)
- 2005 : La Chute de l'ange - de Geoffroy Barbet Massin
- 2005 : Le Couloir - de Jean-Loup Felicioli et Alain Gagnol
- 2005 : Dies irae - de Jean-Gabriel Périot
- 2005 : Le Fumeur de cigare - de Antoine Roegiers
- 2005 : Le Génie de la boîte de raviolis - de Claude Barras
- 2005 : L'Harmonie cosmique - de Jean-Marc Rohart
- 2005 : Histoire tragique avec fin heureuse - de Regina Pessoa -- (France/Canada/Portugal)
- 2005 : Imago... - de Cédric Babouche
- 2005 : James Monde - de Soandsau
- 2005 : Ligne verte - de Laurent Mareschal
- 2005 : Ma bohème - de Jean-Yves Parent, Mickaël Moercant et Joël Pinto
- 2005 : Marottes - de Benoît Razy
- 2005 : Nature morte - de Dominique Hoareau
- 2005 : Novecento : Pianiste - de Sarah Van den Boom
- 2005 : Les Proverbes flamands - de Antoine Roegiers
- 2005 : Sucré - de Gaël Brisou
- 2005 : La Tête dans les étoiles - de Sylvain Vincendeau
- 2005 : Un beau matin - de Serge Avédikian

- 2006 : Dog Days - de Geoffroy de Crécy
- 2006 : Éclosion - de Jérôme Boulbès
- 2006 : L'Homme de la lune - de Serge Elissalde
- 2006 : Laïka 1957 - de Khaï-dong Luong et Bruno Bonhoure
- 2006 : Mauvais Temps - de Alain Gagnol et Jean-Loup Felicioli
- 2006 : Même en rêve - de Alice Taylor
- 2006 : Même les pigeons vont au paradis - de Samuel Tourneux
- 2006 : Morceau - de Sébastien Laudenbach
- 2006 : Raymond - de Fabrice Le Nezet, François Roisin, Jules Janaud - (France/Royaume-Uni)
- 2006 : Street Life - de Kosal Sok
- 2006 : The Return of Sergeant Pecker - de Pierre Delarue
- 2006 : Une petite histoire de l'image animée - de Joris Clerté à voir sur le site de « Mikros image »(Archive.org • Wikiwix • Archive.is • Google • Que faire ?) en QuickTime ou en Flash

- 2007 : Arrosez-les bien ! - de Christelle Soutif
- 2007 : Aubade - de Pierre Bourrigault
- 2007 : Bâmiyân - de Patrick Pleutin
- 2007 : Berni's Doll - de Yann J.
- 2007 : Boby le zombie - de Loïc Guetat
- 2007 : Ça ne rime à rien - de Claude Duty
- 2007 : Christmas Time is Here - de Sébastien Lasserre
- 2007 : Contre la montre - de Michaël Le Meur
- 2007 : L'Homme est le seul oiseau qui porte sa cage - de Claude Weiss
- 2007 : Je suis une voix - de Cécile Rousset et Jeanne Paturle
- 2007 : Le jour de gloire... - de Bruno Collet
- 2007 : Le Manteau - de Orlanda Laforêt
- 2007 : Nijuman no borei - de Jean-Gabriel Périot
- 2007 : Portraits ratés à Sainte-Hélène - de Cédric Villain
- 2007 : Premier voyage - de Grégoire Sivan
- 2007 : Prof Nieto Show: Lesson 3 (Cuniculus) - de Luis Nieto
- 2007 : Soudain - de Vân Ta-minh
- 2007 : Oktapodi - de Julien Bocabeille, François-Xavier Chanioux, Olivier Delabarre, Thierry Marchand, Quentin Marmier et Emud Mokhberi
- 2007 : La Saint Festin - de Anne-Laure Daffis et Léo Marchand
- 2007 : Le Vol du poisson - de Nicolas Jacquet

- 2008 : Le Cœur d'Amos Klein - de Uri Kranot et Michelle Kranot

- 2008 : En attendant - de Richard Negre
- 2008 : Escale - de Éléa Gobbé-Mévellec
- 2008 : Fêlures - de Alexis Ducord et Nicolas Pawlowski
- 2008 : French Roast - de Fabrice O. Joubert
- 2008 : Inukshuk - de Camillelvis Thery
- 2008 : Jazzed - de Anton Setola - (Belgique, France, Pays-Bas)
- 2008 : Mon chinois - de Cédric Villain
- 2008 : Monsieur COK - de Franck Dion
- 2008 : Morana - de Simon Bogojevic Narath - (France/Croatie)
- 2008 : Nuvole, Mani - de Simone Massi
- 2008 : L'Ondée - de David Coquard-Dassault
- 2008 : Popolei - de Frédéric Mayer
- 2008 : Rosa Rosa - de Félix Dufour-Laperrière
- 2008 : Shaman - de Luc Perez - (Danemark/France)
- 2008 : Skhizein - de Jérémy Clapin
- 2008 : La Vita nuova - de Christophe Gautry et Arnaud Demuynck - (France/Belgique)

- 2009 : Adieu général - de Luis Briceno
- 2009 : Le Bûcheron des mots - de Izù Troin
- 2009 : J'ai encore rêvé d'elle - de Geoffroy Barbet Massin
- 2009 : Jean-François - de Tom Haugomat et Bruno Mangyoku
- 2009 : Je criais contre la vie. Ou pour elle - de Vergine Keaton
- 2009 : Les Escargots de Joseph - de Sophie Roze
- 2009 : Fard - de David Alapont et Luis Briceno
- 2009 : La Femme-squelette - de Sarah Van den Boom
- 2009 : L'Homme à la Gordini - de Jean-Christophe Lie
- 2009 : Logorama - du studio H5
- 2009 : Masques - de Jérôme Boulbès
- 2009 : Madagascar, carnet de voyage - de Bastien Dubois
- 2009 : Mei Ling - de Stéphanie Lansaque et François Leroy
- 2009 : Mémoire fossile - de Anne-Laure Totaro et Arnaud Demuynck - (France/Belgique)
- 2009 : Monstre sacré - de Jean-Claude Rozec
- 2009 : L'Oiseau - de Samuel Yal
- 2009 : Le Petit Dragon - de Bruno Collet - (France/Suisse)
- 2009 : La Promenade du dimanche - de José Miguel Ribeiro
- 2009 : Regarder Oana - de Sébastien Laudenbach - (France/Belgique)
- 2009 : Le Silence sous l'écorce - de Joanna Lurie
- 2009 : Ru - de Florentine Grelier
- 2009 : Thé noir - de Serge Elissalde
- 2009 : Une nouvelle vie ! - de Fred Joyeux
- 2009 : Les Ventres - de Philippe Grammaticopoulos
- 2009 : Yulia - de Antoine Arditti

### Années 2010
- 2010 : Après moi - de Paul-Émile Boucher, Thomas Bozovic, Madeleine Charruaud, Dorianne Fibleuil, Benjamin Flouw, Mickaël Riciotti et Antoine Robert
- 2010 : Babioles - de Mathieu Auvray
- 2010 : Chienne d'histoire - de Serge Avédikian
- 2010 : Chroniques de la poisse - de Osman Cerfon
- 2010 : Cliché ! - de Cédric Villain
- 2010 : Le Cirque - de Nicolas Brault
- 2010 : Les Ciseaux pointus - de Laurent Foudrot
- 2010 : Cul de bouteille - de Jean-Claude Rozec
- 2010 : Daniel, une vie en bouteille - de Emmanuel Briand, Louis Tardivier et Antoine Tardivier
- 2010 : La Détente - de Pierre Ducos et Bertrand Bey
- 2010 : Dripped - de Léo Verrier
- 2010 : Ego sum petrus - de Julien Dexant
- 2010 : La Femme à cordes - de Vladimir Mavounia-Kouka - (France/Belgique)
- 2010 : La Femme du lac - de Mathilde Philippon-Aginski
- 2010 :  Françoise - de Elsa Duhamel
- 2010 : L'Inventeur - de Gary Fouchy, Jérémy Guerrieri, Paul Jaulmes, Nicolas Leroy, Leslie Martin, Maud Sertour et Alexandre Toufaili
- 2010 : Le Loup à poil - de Joke Van Der Steen et Valère Lommel
- 2010 : Love patate - de Gilles Cuvelier
- 2010 : Miss Daisy Cutter - de Laen Sanches
- 2010 : Muzorama - de Elsa Bréhin, Raphaël Calamote, Mauro Carraro, Maxime Cazaux, Émilien Davaud, Laurent Monneron, Axel Tillement
- 2010 :  Pixels - de Patrick Jean
- 2010 :  Rubika
- 2010 : Vasco - de Sébastien Laudenbach
- 2010 :  La Vénus de Rabo - de François Bertin
- 2010 : The Waterwalk - de Johannes Ridder

- 2011 : Aalterate - de Christobal de Oliveira - (France/Pays-Bas)
- 2011 : Bao - de Sandra Desmazieres
- 2011 : Bisclavret - de Émilie Mercier
- 2011 : Chase - de Adriaan Lokman - (France/Pays-Bas)
- 2011 : De riz ou d'Arménie - de Hélène Marchal
- 2011 : Dripped - de Léo Verrier
- 2011 : Fire Waltz - de Marc Ménager
- 2011 : La Douce - de Anne Larricq
- 2011 : Le coût de la colonne - de Cédric Villain
- 2011 : Les Conquérants - de Sarolta Szabo et Tibor Banoczki
- 2011 : L'Histoire du petit Paolo - de Nicolas Liguori - (Belgique/France)
- 2011 : Mourir auprès de toi - de Spike Jonze et Simon Cahn
- 2011 : Une Seconde par jour - de Richard Negre

- 2012 : Au poil - de Hélène Friren
- 2012 : Ceux d'en haut - de Izù Troin
- 2012 : 5:46 am - de Olivier Campagne et Vivien Balzi
- 2012 : Cinq mètres quatre-vingt - de Nicolas Deveaux
- 2012 : Comme des lapins - de Osman Cerfon
- 2012 : Edmond était un âne - de Franck Dion - (France/Canada)
- 2012 : Kali le petit vampire - de Regina Pessoa
- 2012 : La Queste de Digduguesclin - de Sébastien Lasserre
- 2012 : Le Banquet de la concubine - de Hefang Wei - (France/Canada/Suisse)
- 2012 : Le Printemps - de Jérôme Boulbès
- 2012 : Les Souvenirs - de Renaud Martin
- 2012 : Mademoiselle Kiki et les Montparnos - de Amélie Harrault
- 2012 : Merci mon chien - de Julie Rembauville et Nicolas Bianco-Levrin
- 2012 : N'Djekoh - de Grégory Sukiennik
- 2012 : Palmipedarium - de Jérémy Clapin
- 2012 : Peau de chien - de Nicolas Jacquet
- 2012 : Pixel Joy - de Florentine Grelier
- 2012 : Premier automne - de Aude Danset et Carlos de Carvalho
- 2012 : Tram - de Michaela Pavlátová - (France/République tchèque)
- 2012 : The Caketrope of Burton's Team - de Alexandre Dubosc
- 2012 : The People Who Never Stop - de Florian Piento - (France/Japon)

- 2013 : Betty's Blues - de Rémi Vandenitte - (France/Belgique)
- 2013 : Braise - de Hugo Frassetto
- 2013 : Cargo Cult - de Bastien Dubois
- 2013 : El canto - de Inès Sedan
- 2013 : Gli immacolati - de Ronny Trocker
- 2013 : La Grosse Bête - de Pierre-Luc Granjon
- 2013 : Hasta Santiago - de Mauro Carraro - (France/Suisse)
- 2013 : Lonely Bones - de Rosto - (France/Pays-Bas)
- 2013 : Lettres de femmes - de Augusto Zanovello
- 2013 : La Maison de poussière - de Jean-Claude Rozec
- 2013 : Maman - de Ugo Bienvenu et Kevin Manach
- 2013 : Marchant grenu - de François Vogel
- 2013 : Méandres - de Élodie Bouédec, Florence Miailhe et Mathilde Philippon-Aginski
- 2013 : Mr Hublot - de Laurent Witz et Alexandre Espigares - (France/Luxembourg)
- 2013 : Mustapha et la clématite - de Sabine Allard et Marie-Jo Long
- 2013 : Nain géant - de Fabienne Giezendanner - (France/Suisse)
- 2013 : Padre de Santiago Bou Grasso - (France/Argentine)
- 2013 : Professor Kliq - Wire and Flashing Lights - de Victor Haeglin
- 2013 : Sneh - de Ivana Ebestová - (France/Slovaquie)
- 2013 : Sonata - de Nadia Micault
- 2013 : Vigia - de Marcel Barelli - (France/Suisse)
- 2013 : Les Voiles du partage - de Pierre Mousquet et Jérôme Cauwe - (France/Belgique)

- 2014 : La Chair de ma chère - de Antoine Blandin
- 2014 : La Faillite - de Jean-Jean Arnoux
- 2014 : Invasion - de Hugo Ramirez et Olivier Patté
- 2014 : Man on the Chair - de Dahee Jeong - (France/Corée du sud)
- 2014 : La Petite Casserole d'Anatole - de Éric Montchaud
- 2014 : Le Sens du toucher - de Jean-Charles Mbotti Malolo - (France/Suisse)
- 2014 : Tempête sur anorak - de Paul Cabon
- 2014 : Wonder - de Mirai Mizue - (France/Japon)

## Séries

### Séries des années 1960
- 1957 : Les Aventures de Tintin - de Ray Goossens - (Belgique/France)

- 1960 : Joë chez les abeilles - de Jean Image
- 1960 : Les Aventures de Betty et Betta - de Raymond Charriaud

- 1962 : Bip et Véronique - de Jean Saintout
- 1962 : Joë chez les fourmis - de Jean Image
- 1962 : Bonne nuit les petits

- 1963 : Picolo et Piccolette - de Jean Image

- 1964 : Joë au royaume des mouches - de Jean Image
- 1964 : Le Manège enchanté - de Serge Danot

- 1966 : Kiri le clown - de Jean Image
- 1966 : Le Petit Lion - de Aline Lafargue

- 1967 : La Maison de Toutou - Georges Croses
- 1967 : Sourissimo - de Jacques Samyn

- 1968 : Les Shadoks - de Jacques Rouxel et René Borg
- 1968 : Aglaé et Sidonie - de Jean-Marie Jack

- 1969 : Pépin la bulle - de Italo Bettiol et Stefano Lonati

### Séries des années 1970
- 1970 : Colargol - de Albert Barillé
- 1970 : Ploom - de André Tahon

- 1971 : Oum le dauphin blanc - de René Borg
- 1971 : Au clair de lune - de Jean Image
- 1971 : Glop - de Guy Montassut
- 1971 : Une Histoire de Madame La Pie - de Liliane Pelizza
- 1971 : Victor et Horace - de Albert Champeaux - (France)

- 1972 : La Linea - (France/Italie)

- 1974 : Chapi Chapo - de Italo Bettiol et Stefano Lonati
- 1974 : Reinefeuille - de Barberousse
- 1974 : Le Roman de Renart de Richard Rein

- 1975 : Les Aventures de l'Energie
- 1975 : Pachyderm Story - de Gilles Gay et Jean-Pierre Sornin
- 1976 : Albert et Barnabé - de Italo Bettiol et Stefano Lonati

- 1977 : La Noiraude
- 1977 : Les Tifins

- 1978 : Capitaine Flam - (Allemagne/France/Japon)
- 1978 : Cro et Bronto - de Bruno Bianchi et Edouard David
- 1978 : Il était une fois... l'Homme - de Albert Barillé
- 1978 : Papivole - (Belgique/France)
- 1978 : Wattoo Wattoo - de René Borg et Hubert Ballay

- 1979 : Les Aventures de Plume d’Élan - de Claude Clément et Jean-Pierre Desagnat
- 1979 : Émilie - de Raymond Burlet - (Royaume-Uni/France)

### Séries des années 1980
- 1980 : Archibald le Magichien - de Bruno Bianchi - (France/Belgique)
- 1980 : Beulebeul Ermite - de Edouard David - (France)

- 1981 : Cocoshaker - de Jean-Charles Meunier
- 1981 : Ulysse 31 - de Jean Chalopin et Nina Wolmark(France/Japon)
- 1981 : Oum le dauphin blanc - (France/Japon)

- 1982 : Il était une fois... l'Espace
- 1982 : Télétactica - de Olivier Champeaux et Paul Bourdet - (France)
- 1982 : Vagabul de Jean-Claude Marol - (France)
- 1982 : Village dans les Nuages

- 1983 : Les Minipouss - (États-Unis/France/Japon)
- 1983 : Les Mystérieuses Cités d'or - (France/Japon)
- 1983 : Yakari (Casterman)

- 1984 : Les Amichaines - (France/États-Unis)
- 1984 : Blondine au pays de l'arc-en-ciel - (États-Unis/France/Japon)
- 1984 : Les Entrechats - (États-Unis/France)
- 1984 : Lucky Luke (Gaumont) - (France/États-Unis)
- 1984 : Pole Position - (États-Unis/France)

- 1985 : Bibifoc - (France/Belgique)
- 1985 : Les Bisounours - (États-Unis/Canada/France)
- 1985 : Clémentine
- 1985 : Denis la Malice - (États-Unis/France/Japon)
- 1985 : Jayce et les Conquérants de la lumière - (États-Unis/France/Japon)
- 1985 : MASK - (États-Unis/France)
- 1985 : Les Mondes engloutis
- 1985 : Robostory - (France)

- 1986 : Cadichon
- 1986 : Le Croc-Note Show - (France)
- 1986 : En route pour Zanzibar
- 1986 : Il était une fois... la Vie
- 1986 : Mimi Cracra
- 1986 : Moi Renart
- 1986 : Les Popples - (États-Unis/France/Japon)

- 1987 : Archie Classe - (États-Unis/France)
- 1987 : Alex - (France)
- 1987 : Bécébégé - (États-Unis/France)
- 1987 : Dame Boucleline et les Minicouettes - (États-Unis/France/Japon)
- 1987 : Rahan fils des âges farouches
- 1987 : Starcom - (États-Unis/France)
- 1987 : Tortues Ninja - (États-Unis/France)

- 1988 : Denver, le dernier dinosaure - (États-Unis/France)
- 1988 : Diplodo - (États-Unis/France/Japon)
- 1988 : Ernest le vampire - de François Bruel
- 1988 : Petit Ours brun
- 1988 : Touni et Litelle

- 1989 : Babar - (France/Canada)
- 1989 : Les Enfants de la liberté
- 1989 : Les Fables géométriques
- 1989 : Pif et Hercule
- 1989 : Molierissimo
- 1989 : Raconte-moi une chanson - (France/Canada)

### Séries des années 1990
- 1990 : Bouli
- 1990 : C.L.Y.D.E. - (France/Canada)
- 1990 : Manu
- 1990 : Marianne Première
- 1990 : Michel Vaillant - (France-États-Unis)
- 1990 : Sophie et Virginie

- 1991 : Les Aventures de Tintin - (France/Canada)
- 1991 : Costa
- 1991 : Cupido
- 1991 : Draculito, mon saigneur
- 1991 : L'École des champions - (Japon/France)
- 1991 : Il était une fois... les Amériques
- 1991 : La Famille Glady
- 1991 : Lucky Luke (IDDH)
- 1991 : Les Jumeaux du bout du monde - (France/États-Unis)
- 1991 : Le Prince et la sirène - (Japon/France/Belgique/Pays-Bas/Luxembourg)
- 1991 : Retour vers le futur (série télévisée d'animation) - (États-Unis/France)
- 1991 : Robin des Bois Junior - (États-Unis/France)
- 1991 : Rupert - (Canada/France)

- 1992 : Les Animaux du Bois de Quat'sous - (Allemagne/Espagne/France/Royaume-Uni)
- 1992 : Les Aventures de Carlos
- 1992 : Coup de bleu dans les étoiles
- 1992 : Conan l'Aventurier - (États-Unis/France)
- 1992 : La Légende de Croc Blanc
- 1992 : Les Misérables
- 1992 : Le Roi Arthur et les Chevaliers de Justice - (États-Unis/France)
- 1992 :  T-Rex - (États-Unis/France)
- 1992 : Zoo Olympics

- 1993 : Albert le cinquième mousquetaire - (France/Canada)
- 1993 : Les Aventures de Sonic - (États-Unis/France)
- 1993 : Baby Folies - de Serge Rosenzweig et Claude Prothée
- 1993 : Le Maître des bots - (États-Unis/France)
- 1993 : Les Voyages de Corentin - (France)
- 1993 : Spirou - (Belgique/France)
- 1993 : Les Quarxs - (France)

- 1994 : Il était une fois... les Découvreurs
- 1994 : Caroline et ses amis
- 1994 : Creepy Crawlers - (États-Unis/France)
- 1994 : Les Contes du chat perché
- 1994 : Davy Crockett
- 1994 : Docteur Globule - Transylvania Pet Shop - (	Royaume-Uni/France)
- 1994 : Les Enfants du Mondial - (Japon/Italie/France)
- 1994 : Insektors - (France)
- 1994 : Highlander - (Canada/France)
- 1994 : Mot - (France)
- 1994 : Zoo Cup

- 1995 : 20 000 lieues dans l'espace
- 1995 : Les Babalous - (France/Canada)
- 1995 : Bambou et Compagnie
- 1995 : Les Contes de la rue Broca
- 1995 : Dog Tracer - (États-Unis/France)
- 1995 : L'Histoire sans fin - (France/Allemagne/Canada)
- 1995 : Inspecteur Gadget - (Canada/États-Unis/France)
- 1995 : Gadget Boy - (États-Unis/France)
- 1995 : Léo et Popi
- 1995 : Monsieur Bonhomme - (France/Royaume-Uni)
- 1995 : Les Multoches !
- 1995 : Omer et le Fils de l'Étoile
- 1995 : Orson et Olivia - (Belgique/France/Italie)
- 1995 : Robinson Sucroë

- 1996 : Il était une fois... les Explorateurs
- 1996 : Flash Gordon - (Canada/France)
- 1996 : La Grande Chasse de Nanook - (France/Canada)
- 1996 : Kangoo
- 1996 : Le Monde secret du Père Noël
- 1996 : Les Nouvelles Aventures d'Oliver Twist - (États-Unis/France)
- 1996 : Princesse Shéhérazade
- 1996 : Sacrés Dragon - (France/Canada)
- 1996 : Samba et Leuk le lièvre
- 1996 : Urmel - (Allemagne/France)

- 1997 : Achille Talon
- 1997 : Barbe Rouge
- 1997 : Boucle d'Or
- 1997 : Enigma
- 1997 : Fennec
- 1997 : Franklin - (États-Unis/Canada/France)
- 1997 : Les Jules, chienne de vie...
- 1997 : Highlander - (France/Canada)
- 1997 : Les Malheurs de Sophie - (France)
- 1997 : Le Monde fou de Tex Avery - (États-Unis/France)
- 1997 : Petit Potam - (France)
- 1997 : Les Petites Sorcières - (France/Espagne)
- 1997 : Poil de Carotte - (France/Italie)
- 1997 : Le Prince d'Atlantis
- 1997 : Princesse Sissi - (France/Canada)
- 1997 : Les Zinzins de l'espace - (France/États-Unis/Canada)

- 1998 : Air Academy, les pilotes de l'extrême
- 1998 : Alix
- 1998 : Anatole - (France/Canada)
- 1998 : Archibald le koala
- 1998 : Les Aventures de Sam - (Australie/France)
- 1998 : Blake et Mortimer
- 1998 : Bob Morane - (France/Canada)
- 1998 : Calamity Jane - (États-Unis/France)
- 1998 : Cliff Hanger
- 1998 : Doc Eureka
- 1998 : Gadget Boy détective à travers le temps - (États-Unis/France)
- 1998 : Inspecteur Mouse - Inspector Mouse - (France/ Allemagne)
- 1998 : Lascars - (France)
- 1998 : Papyrus - (Canada/France)
- 1998 : Pense-Bêtes
- 1998 : Michel Strogoff
- 1998 : Ripley, les aventuriers de l'étrange
- 1998 : Rolie Polie Olie - (Canada/France)
- 1998 : Souris des villes, souris des champs
- 1998 : SOS Croco
- 1998 : Triple Z

- 1999 : 64, rue du Zoo
- 1999 : Anatole - (France/Canada)
- 1999 : Archie, mystères et compagnie - (États-Unis/France)
- 1999 : Bêtes à craquer
- 1999 : Les Ailes du dragon - (France/Canada)
- 1999 : Capitaine Fracasse
- 1999 : Les Enquêtes de Prudence Petitpas - (France/Belgique)
- 1999 : Les Enquêtes de Geleuil et Lebon
- 1999 : Famille Pirate - (Allemagne/Canada/France)
- 1999 : Hôpital Hilltop - (France/Allemagne/Royaume-Uni)
- 1999 : Les Mille et Une Prouesses de Pépin Troispommes
- 1999 : Nez de Fer, le chevalier mystère - (France/Canada)
- 1999 : Oggy et les Cafards - (France/Canada)
- 1999 : PIM (France/Japon/Corée)
- 1999 : La Princesse du Nil - (France)
- 1999 : Rougemuraille - (Canada/France)
- 1999 : Sonic le rebelle - (États-Unis/France)

### Séries des années 2000
- 2000 : Argaï, la prophétie - (France/Canada)
- 2000 : Les Aventures d'une mouche - (France/Canada)
- 2000 : Cyrano 2022 - (France/Belgique)
- 2000 : Chris Colorado
- 2000 : Wheel Squad
- 2000 : La Dernière Réserve - (France/Espagne/Allemagne)
- 2000 : Fantômette
- 2000 : Les Fils de Rome
- 2000 : Kong - (France/États-Unis)
- 2000 : Lakmi et Boomy
- 2000 : Marcelino - (Espagne/France/Japon)
- 2000 : Les Marchiens - (France/Allemagne)
- 2000 : Marsupilami
- 2000 : Momie au pair - (Allemagne/France)
- 2000 : Peter Swift et le Petit Cirque
- 2000 : Les Voyages extraordinaires de Jules Verne - (France/Belgique)
- 2000 : Les Rois et les Reines

- 2001 : Agrippine
- 2001 : Les Aventures de Kikool la goutte d'eau - (Espagne/France)
- 2001 : Les Aventures de Zepi & Zinia - (Italie/France)
- 2001 : Les drôles de petites bêtes
- 2001 : Belphégor
- 2001 : Bob et Scott
- 2001 : Les Bons Conseils de Célestin
- 2001 : Capelito
- 2001 : Cartouche, prince des faubourgs
- 2001 : Cédric
- 2001 : Enigma
- 2001 : Évolution - (États-Unis/France)
- 2001 : La Famille Passiflore - (France/Canada/Luxembourg)
- 2001 : Kangoo Juniors
- 2001 : Kitou Scrogneugneu - (France/Belgique/Canada)
- 2001 : Les Nouvelles Aventures de Lucky Luke
- 2001 : Titeuf
- 2001 : Totally Spies! - (France/États-Unis)
- 2001 : Les Zooriginaux

- 2002 : Allô la Terre, ici les Martin
- 2002 : Arzak Rhapsody
- 2002 : Aventures dans le monde perdu de Sir Conan Doyle
- 2002 : Esprit fantôme
- 2002 : Funky Cops
- 2002 : Jason et les héros de l'Olympe
- 2002 : Malo Korrigan
- 2002 : Le Nidouille
- 2002 : Le Petit Roi Macius
- 2002 : Ratz - (France/Canada)
- 2002 : Totally Spies! - (France/États-Unis)
- 2002 : Xcalibur - (France/Canada)

- 2003 : ADI dans l'Espace
- 2003 : Akidoo, Le Gardien des Légendes
- 2003 : Les Aventures de Petit Ours brun
- 2003 : Les Aventures fantastiques du commandant Cousteau - (France/Canada)
- 2003 : Chocotte minute
- 2003 : Code Lyoko
- 2003 : Corneil et Bernie
- 2003 : Corto Maltesse
- 2003 : Les Enfants du feu - (France/Canada)
- 2003 : Frog et Fou Furet
- 2003 : Gadget et les Gadgetinis - (États-Unis/France)
- 2003 : Les Hydronautes - (France/Allemagne)
- 2003 : Martin Mystère - (Canada/France/Italie)
- 2003 : Petit Vampire
- 2003 : Le Secret du Loch Ness
- 2003 : Ralf le rat record - (Canada/France)
- 2003 : Talis, le chevalier du temps
- 2003 : W.I.T.C.H.

- 2004 : ADI sous la Mer
- 2004 : Alien Bazar - (France/États-Unis)
- 2004 : Anatane - Les enfants d'Okura
- 2004 : Atomic Betty - (Canada/France)
- 2004 : Boule et Bill - (France/Canada)
- 2004 : Chasseurs de dragons
- 2004 : Creepschool - (Suède/France/Canada)
- 2004 : Delta State - (France/Canada)
- 2004 : Les Gnoufs
- 2004 : Les Nouvelles Aventures de l'homme invisible - (France/Espagne)
- 2004 : Raymond
- 2004 : Les Tofou - (France/Canada)
- 2004 : Trotro
- 2004 : Zoé Kézako

- 2005 : A.T.O.M: Alpha Teens on Machines
- 2005 : Bali - (France/Canada)
- 2005 : Bravo Gudule
- 2005 : Les Cotoons - (Canada/France)
- 2005 : Les Devinettes de Reinette
- 2005 : Foot 2 rue
- 2005 : Friday Wear
- 2005 : Les Grabonautes
- 2005 : Marcelino 2 (France)
- 2005 : Martin Matin
- 2005 : Pitt et Kantrop
- 2005 : Quat' Zieux - (France/Irlande)
- 2005 : Yakari - (Belgique/France)
- 2005 : Zombie Hôtel

- 2006 : L'Apprenti Père Noël - (Allemagne/France)
- 2006 : Avez-vous déjà vu..?
- 2006 : Didou
- 2006 : La Famille Ouf - Odd Family - (France/Corée)
- 2006 : Galactik Football
- 2006 : Gloria, Wilma et moi
- 2006 : Minuscule : La Vie privée des insectes
- 2006 : Les Nouvelles Aventures du vilain petit canard
- 2006 : Ōban, Star-Racers - (France/Japon)
- 2006 : Panshel
- 2006 : Potlach
- 2006 : Les 4 Fantastiques - (France/États-Unis)
- 2006 : Rantanplan
- 2006 : Shaolin Kids - (Chine/France)
- 2006 : Skyland - (France/Canada)
- 2006 : Spirou et Fantasio - (France/Belgique)
- 2006 : Shuriken School - (France/Espagne)
- 2006 : Team Galaxy - (Canada/États-Unis/France/Italie)
- 2006 : La Vache, le Chat et l'Océan
- 2006 : Woofy

- 2007 : Adibou : Aventure dans le corps humain
- 2007 : Atout 5
- 2007 : Banja
- 2007 : Les Blondes - Réalisé par Yann Bonnin
- 2007 : Les Copains de la forêt
- 2007 : Inami
- 2007 : SamSam
- 2007 : Kung-foot
- 2007 : Valérian et Laureline  - (France/Japon)
- 2007 : Blaise le blasé - (Canada/France)

- 2008 : Au pays du Père Noël
- 2008 : Les Aventures de Boowa et Kwala - (France/Maurice)
- 2008 : La Brigade volante - (France/Italie)
- 2008 : Le Club des cinq : Nouvelles Enquêtes
- 2008 : Garfield et Cie
- 2008 : Il était une fois... notre Terre
- 2008 : Linus et Boom - My Giant Friend - (France/Corée)
- 2008 : Merci Gudule
- 2008 : Les Podcats
- 2008 : Taratabong ! Le Monde des Anicroches - (France/Italie)
- 2008 : Wakfu
- 2008 : Mini Wakfu

- 2009 : Les Chumballs
- 2009 : Léonard
- 2009 : Lou !

### Séries des années 2010
- 2010 : Kaeloo
- 2010 : Les Dalton
- 2010 : Le Petit Prince
- 2010 : Zig et Sharko
- 2011 : Chicken Town
- 2011 : Lulu Vroumette
- 2011 : Les As de la jungle en direct
- 2012 : Marcelino 3
- 2012 : Silex and the City
- 2012 : Les As de la jungle à la rescousse
- 2013 : Dofus : Aux trésors de Kerubim
- 2013 : Portraits de Voyages
- 2014 : LoliRock
- 2015 : Les Grandes Grandes Vacances
- 2015 : Miraculous : Les Aventures de Ladybug et Chat Noir - (France/Corée/Japon)
- 2016 : Grizzy et les Lemmings
- 2016 : Tu mourras moins bête...
- 2016 : Lastman
- 2017 : Pipas & Douglas

### Séries des années 2020
- 2021 : Arcane - (France/États-Unis)
- 2025 : Astérix et Obélix : Le Combat des chefs

## Téléfilms d'animation et spéciaux TV

### Années 1990
- 1995 : Avril et le marchand de sable - de José Xavier
- 1996 : Le Père Noël et son jumeau - de Francis Nielsen
- 1996 : Insektors : Pas de kadeaux pour Noël - de Georges Lacroix et Renato
- 1997 : Le Dernier Cri - de Christophe Bonnet, Stéphane Collin, Bernard Roelandt
- 1997 : L'Enfant au grelot - de Jacques-Rémy Girerd
- 1997 : Eugenio - de Jean-Jacques Prunès
- 1998 : Iko, le tour du monde en (80) couleurs - de Franck Bourgeron, Marc Perret et Stéphane Roux
- 1999 : Pantin la Pirouette - de Hubert Chevillard

### Années 2000
- 2000 : Dernier métro avant Noël - de Jean-Charles Finck
- 2000 : Patate et le Jardin potager - de Damien Louche-Pélissier et Benoît Chieux
- 2001 : Marcellin Caillou - de Claude Allix
- 2001 : Un cadeau pour Selim - de Henri Heidsieck
- 2002 : Le Roi de la forêt des Brumes - de Jean-Jacques Prunès
- 2002 : Verte - de Serge Elissalde
- 2003 : L’Ange-tirelire - de Émile Bourget
- 2003 : Blues Stories - de François Roux
- 2003 : Merlin contre le Père Noël - de Serge Elissalde
- 2004 : Le Chat Bayoun - de Youri Tcherenkov
- 2004 : Cheval Soleil - de Jean-Jacques Prunès
- 2004 : Le Hareng saur - de David Gautier
- 2004 : L'Oiseau Do - de Henri Heidsieck
- 2004 : Ponpon, le chien - de Fabien Drouet
- 2005 : Petit Wang
- 2008 : L'Hiver de Léon - (France/Canada)
- 2008 : Le Noyau de mangue
- 2008 : Spike
- 2009 : Le Printemps de Mélie - (France/Canada)

### Années 2010
- 2011 : Les As de la jungle : Opération banquise
- 2012 : L'Automne de Pougne
- 2012 : Didou et la fée Arc-en-ciel
- 2012 : Le Père Frimas
- 2012 : Spike 2
- 2013 : La Bûche de Noël - (Belgique/France)
- 2014 : Le Parfum de la carotte - (France/Belgique/Suisse)
- 2014 : Les As de la jungle : Drôle d'oiseau
- 2014 : Les As de la jungle : Le Trésor du vieux Jim
- 2016 : Les As de la jungle : Opération chouettage de dragon

## Films d'animation publicitaire

### Années 1910
- 1919 : La Mite au logis - de Robert Lortac - pour Baudet - poudre antimite
- 1919 : Petit poisson deviendra grand - de Robert Lortac - pour Éditions Plon-Nourrit - édition
- 1919 : Titre oblige… - de Robert Lortac - pour Globéol - parapharmacie

### Années 1920
- 1920 : Comment l'amour s'empare des cœurs - de Robert Lortac et Ferran - pour Arys - parfum
- 1920 : Comme au temps des fées - de Robert Lortac et Cavé - pour Jucundum - rasoir
- 1920 : Monsieur Ledoux n'aime pas les scènes… - de Robert Lortac - pour Citroën - automobile
- 1920 : Monsieur Pressé cherche une pièce… - de Robert Lortac - pour Citroën - automobile
- 1920 : Panne de pneus - de Robert Lortac - pour Citroën - automobile
- 1920 : La Plus Belle Conquête de la femme c’est la Citroën - de Robert Lortac - pour Citroën - automobile
- 1920 : Une histoire crevante ! - de Robert Lortac - pour Citroën - automobile

- 1921 : Le Club des cinq - de Robert Lortac et Cavé - pour Cinzano - apéritifs
- 1921 : Monsieur Lénervé n'aime pas la réclame… - de Robert Lortac et Cavé - pour Cointreau - liqueur

- 1923 : Sauvé par Bibendum - de Marius O'Galop - pour Michelin - pneumatique

- 1925 : Du poids lourd au poids plume - de Robert Lortac - pour Jav - eau de Javel en poudre
- 1925 : L'Entraîneuse - de Robert Lortac - pour Eyquem - bougies automobiles

- 1926 : J'en veux une - de Robert Lortac - pour Citroën - automobile
- 1926 : La Logique de Toto - de Robert Lortac - pour SEITA - cigarettes Gitanes
- 1926 : Si les cochons avaient des ailes - de Robert Lortac et Antoine Payen - pour Citroën - automobile

- 1928 : Charlau et l’éléphant - de Robert Lortac - pour Au Printemps - grands magasin - exposition de blanc

### Années 1930
- 1930 : Les Anthropophages - de Robert Lortac et Maleva Saga - pour SEITA - cigarettes Gitanes
- 1930 : Les Méfaits d’un mauvais réveil - de Robert Lortac et Louis Mallet - pour Jaz - horlogerie
- 1930 : Le Réveil de la terre - de Robert Lortac - pour Jaz - horlogerie

- 1931 : La Séance de spiritisme - de Paul Grimault et Jean Aurenche pour Lévitan - meubles
- 1931 : Toto s'instruit - de Robert Lortac - pour L'Oréal - eau capillaire O'Cap

- 1935 : Parade des Sools - de Alexandre Alexeïeff - pour Chapeaux Sools - chapeaux

- 1936 : L'Orchestre automatique - de Alexandre Alexeïeff - pour Loewe - radio

- 1938 : Le Messager de la lumière - de Paul Grimault - pour Compagnie des lampes Mazda - éclairage

- 1939 : L'Amour et la barbe - de Robert Lortac - pour Cadum - bâton pour la barbe

### Années 1940
- 1940 : Comme la neige - de Robert Lortac - pour Buitoni - vermicelles
- 1940 : Petit Poucet d’aujourd’hui - de Robert Lortac - pour Lainière de Roubaix - Laine Pingouin

- 1945 : Une innovation - de Robert Lortac et Maleva Saga - pour Lavenfilets - blanchisseries

### Années 1950
- 1950 : Sain et sauf - de Paul Grimault - pour Danone - yaourt

- 1951 : La Légende de la soie - de Paul Grimault et Henri Lacam - pour Syndicat de la Soie
- 1951 : V - de Omer Boucquey - pour Vittel

- 1952 : Conseil de révision - de Omer Boucquey - pour Cassegrain

- 1955 : Sève de la terre - de Alexandre Alexeïeff - pour Esso
- 1955 : Fait la cigarette meilleure - de Omer Boucquey pour JOB - papier à cigarette

- 1957 : La Faim du monde - de Paul Grimault - pour UNESCO

- 1962 : La Poudre magique - de Omer Boucquey - pour Potasse d'Alsace